# Histoire d'Arles à l'époque alto-médiévale
Entre 500 et l'an mil Arles, l'ancienne petite Rome des Gaules, est un témoin actif des transformations de la partie de l'Empire romain qui deviendra la Provence. Ville wisigothe et ostrogothe au début du VIe siècle, elle passe ensuite sous domination mérovingienne puis carolingienne avant d'être intégrée au Royaume d'Arles, d'abord sous le duc Boson puis sous le comte Hugues d'Arles et le roi Conrad. À compter de 972, à la suite de l'intervention de Guillaume Ier dit le Libérateur contre les Sarrasins, elle dépend de la première dynastie des comtes de Provence. Au cours de cette période, troublée à la fois par des événements politiques et des catastrophes naturelles, Arles se transforme ainsi de préfecture du prétoire des Gaules en capitale féodale du comté de Provence.

## VIesiècle

### La fin de la romanité
Les conflits du début du siècle : Arles, une ville convoitée

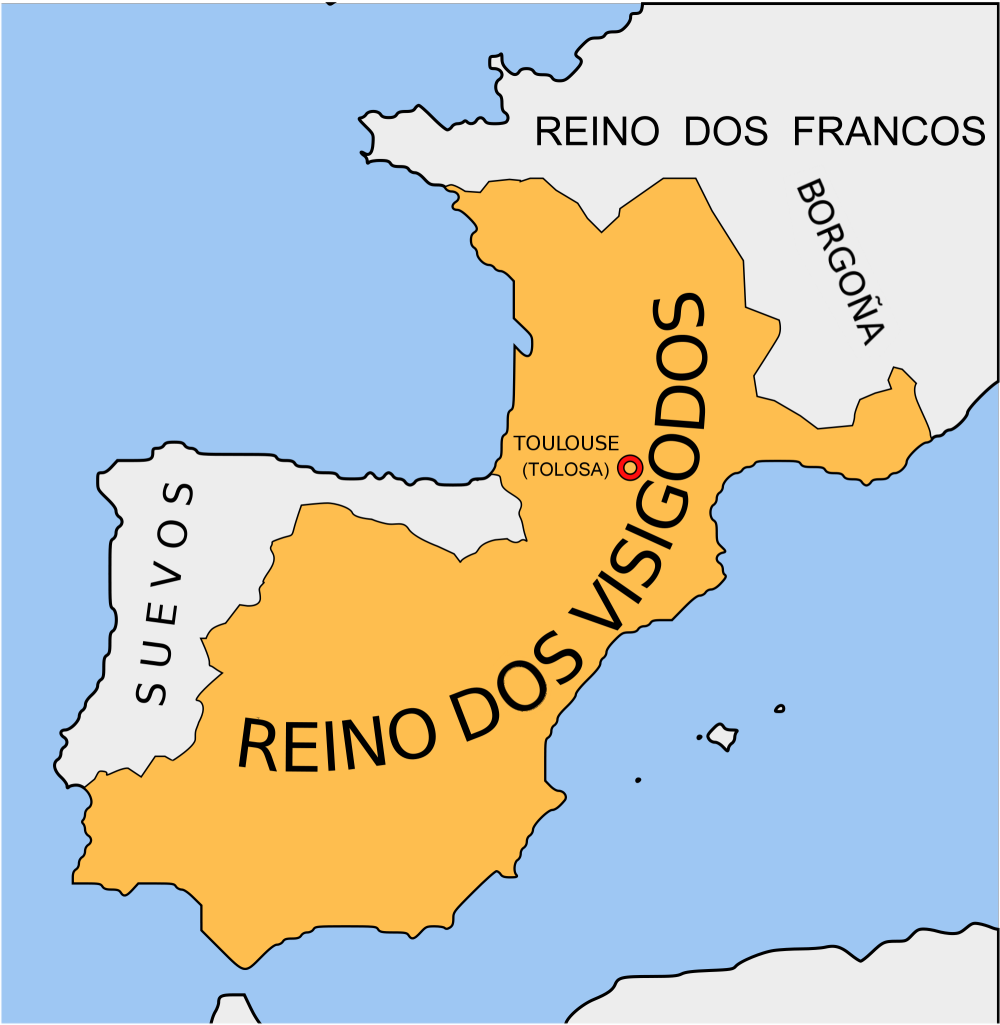
Royaume wisigoth sous Alaric II.

Campagnes franques dans le Midi (507-509).

Passée sous la domination du roi burgonde Gondebaud au plus tard en 499, la ville d'Arles serait repassée en 500 à l'occasion d'un conflit entre Francs et Burgondes sous le contrôle des Wisigoths ; en effet, pour se défendre de son frère Godégisile et de Clovis qui l'assiègent à Avignon, Gondebaud doit s'allier avec le roi Wisigoth Alaric II qui aurait profité de la situation pour récupérer la cité. Cette thèse évoquée par l'historien Édouard Baratier, n'est toutefois pas soutenue par Justin Favrod, qui sans se prononcer sur une occupation burgonde éventuelle précédente, signale qu'en 500 lorsque Gondebaud demande assistance à Alaric, la ville est déjà sous contrôle Wisigoth.
Après les Burgondes, les Francs réconciliés avec Gondebaud et encouragés par l'Église à intervenir contre les Wisigoths ariens, essayent à leur tour d'accéder à la mer. Ils font alors plusieurs tentatives pour s'emparer de l'ancienne préfecture des Gaules.
La première tentative se déroule au printemps 501 ou 502, plus probablement en 501
. Elle est conduite par « Thierry, fils de Clovis, [qui] après avoir remporté une victoire à Nîmes est battu près d'Arles, puis dans la plaine de Bellegarde » peu de temps avant la mort de l'évêque d'Arles d'origine bourguignonne Éon. Cette tentative transparait dans le testament de cet évêque, qui ayant reçu la promesse que ses volontés seraient accomplies, destine tout son bien au rachat des « captifs ».
La seconde tentative intervient après la bataille de Vouillé et la mort du roi wisigoth Alaric, c’est-à-dire en 507-508. Lors de ce nouvel assaut, la cité assiégée est secourue par les Ostrogoths de Théodoric le Grand qui quittent l’Italie le 24 juin 508 pour défendre la Provence menacée. L’évêque Césaire d'origine burgonde comme Éon, se comporte de la même façon que son parent et prédécesseur. Il fait fondre l’argenterie du diocèse pour racheter les captifs francs et burgondes, prises de guerre des Ostrogoths.
Le protectorat ostrogoth

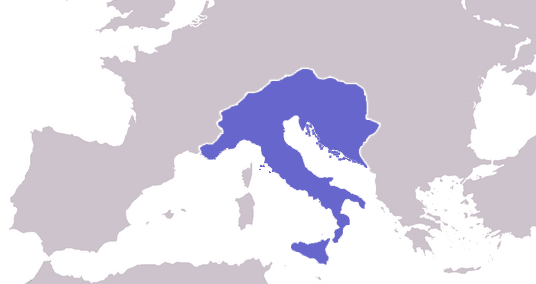
Royaume ostrogoth de Théodoric le Grand

Après la libération de la ville par le duc ostrogoth Ibba à la fin de l'été ou à l'automne 508, Théodoric ravitaille les habitants, finance la restauration des remparts et prend la cité sous sa protection. Le roi ostrogoth profite de la nouvelle conjoncture politique qui se dessine en Gaule après la bataille de Vouillé (507) pour s’emparer de la Provence afin de protéger l’Italie de la poussée franque. Dès la libération de la cité en 508, il nomme un vicaire des Gaules (vicarius Galliarum) appelé Gemellus.
Il crée alors un grand royaume wisigo-ostrogothique comprenant l’Espagne, la Gaule du Sud et l’Italie dont la Provence constitue un enjeu territorial décisif pour le contrôle de ce vaste espace.

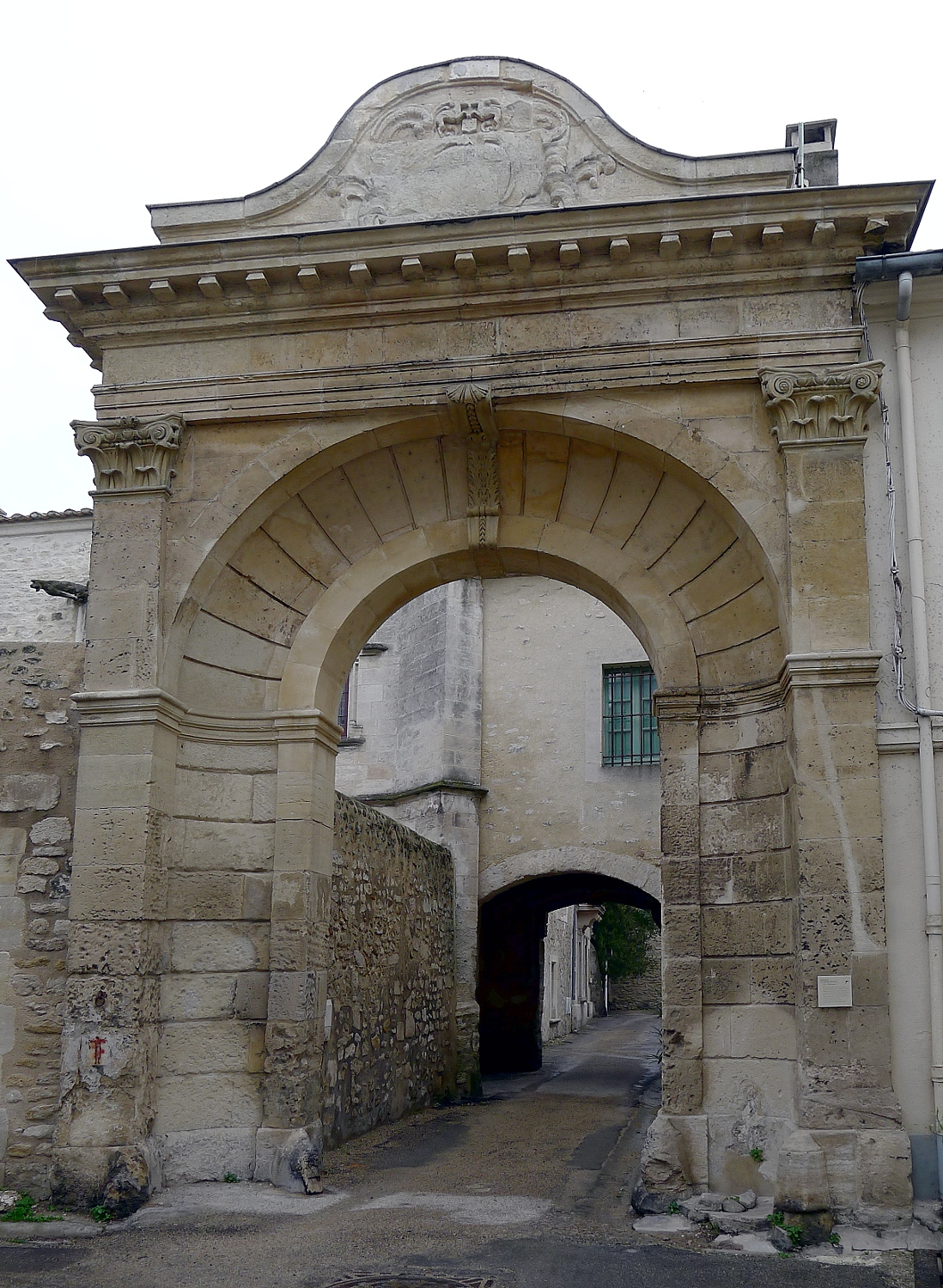
Portail du XVIII de l'ancienne abbaye Saint-Césaire (classée MH) - Arles

Cette Pax ostrogothica qui correspond aux années 508-536, s'appuie sur deux grands acteurs locaux : Libérius, le préfet du prétoire des Gaules (præfectus prætorio galliarum) dont la fonction est rétablie en 510 par Théodoric, et l'évêque Césaire d'Arles, qui bien que suspecté à plusieurs reprises de trahison en raison de ses sympathies burgondes et franques, réussit à se justifier aussi bien devant Alaric à Bordeaux en 505 que devant Théodoric à Ravenne en 513. Lors de ce voyage en Italie, Césaire reçoit du pape Symmaque le droit de porter le pallium et devient par la suite son représentant en Gaule. Dans les années qui suivent Césaire dirige de nombreux conciles dont celui de Vaison en 529, d'Orange qui condamne le semi-pélagianisme, toujours en 529, et de Clermont en 535.
Dans son évêché, le prélat arlésien évangélise les campagnes encore fortement imprégnées de cultes païens ou romains en transformant si nécessaire d'anciens lieux cultuels en édifices chrétiens. En 532, il crée ainsi un monastère ou une église en Camargue, aux Saintes-Maries-de-la-Mer, ce qui confirme la présence probable d'un temple païen plus ancien en ces lieux. À Arles même, après avoir fait une première tentative hors des murs dans les années 506-507, il installe finalement le 26 août 512 le monastère Saint-Jean dans l'angle sud-est du rempart où sous le nom de Saint-Césaire, il est demeuré jusqu'à la Révolution. Les sermons de saint Césaire nous apportent de nombreuses informations sur la vie quotidienne de la cité et sur ses artisans. On y apprend notamment que la majorité de la population, y compris le peuple, savait lire à cette époque.
Le rattachement aux Francs

L'expansion de l’empire franc ; l'intégration de la Provence en 536. Cliquez sur l'image pour agrandir la légende.

Protégée par le soutien militaire bienveillant de Théodoric qui repousse les Burgondes au-delà de la Drôme en 523, la ville échappe jusqu'aux début des années 530 aux ambitions de ces turbulents voisins et des Francs.
Elle est menacée une première fois en 532 par les Burgondes, puis après le départ de Libère rappelé à la cour d'Athalaric en 533, ou plus probablement en 534, par Thibert (ou Théodebert) qui peu de temps avant la mort de son père Thierry, en organise un siège en 534. D'après P.-A. Février, Théodebert aurait même occupé Arles de façon éphémère.
La cité est ensuite cédée ou plus exactement vendue en 536 avec la Provence par les Ostrogoths qui en conflit en Italie sont dans l'incapacité de défendre cette province. Au cours de l'hiver 536-537, Thibert fils de Thierry et son oncle Childebert, accueillis par l'évêque Césaire, viennent prendre possession de leur nouvelle acquisition, président dans la cité des jeux à l'antique et font frapper des monnaies à leur effigie. Arles devient ainsi ville franque sous l'autorité de princes chrétiens et non plus ariens, et pour la première fois, obéit à des maîtres nordiques étrangers aux traditions romaines. Toutefois, sauf la conformité de religion des nouveaux maîtres avec les habitants, ce qui est pour eux et leur évêque Césaire un gage de tranquillité, rien ne parait changé dans la province. Arles conserve, au moins pendant quelque temps, le rang de Préfecture. L'aristocratie sénatoriale continue de fournir les titulaires aux magistratures locales, ou retrouve à la cour des rois francs dignités qu'elle a occupées à la cour de Ravenne. D'après Édouard Baratier, les souverains francs gouvernent cette province indivis, nommant un préfet des Gaules, Parthénius arlésien d'origine gallo-romaine averne puis Agrecola, qui les représente les premières années.

Évêques ayant participé au concile de Paris (en mauve) présidé par l'archevêque d'Arles, Sapaudus

Malgré les conflits entre les descendants de Clovis, des liens particuliers sont alors établis entre la royauté et l'évêché et les relations entre l'archevêque et la royauté chrétienne deviennent très chaleureuses, hormis celles entre Auxianus (543-546) et Childebert qui n'approuve pas l'élection de ce prélat comme successeur de Césaire. En 540, par exemple, un acte de donation de Childebert, fils de Clovis donne les pêcheries situées au Sud de l'Etang de Caronte probablement l'actuel quartier de Jonquières à Césaire. Il faut également se rappeler que la désignation des évêques par les rois mérovingiens est devenu la règle au milieu du VIe siècle. Ainsi, en 547, le pape Vigile (537 à 555) à la demande du roi Childebert Ier nomme Aurélien, le successeur d'Auxianus, vicaire du Saint Siège dans les Gaules et lui accorde le pallium. La même année, Aurélien fonde à Arles un monastère pour hommes sur ordre du roi Childebert. Ce monastère intra-muros, dénommé des Saints-Apôtres, est à l’origine de l’église Sainte-Croix dans le Bourg-Vieux. L'évêque arlésien fonde également un monastère de femmes dédié à la Vierge, le monastère Sainte-Marie aujourd'hui disparu dont la localisation, encore inconnue, était située à l'intérieur des remparts, peut-être à l'emplacement de Notre-Dame-de-la-Major.
Toujours à la même époque, vers 551-553, l'archevêque d'Arles Sapaudus dirige le concile de Paris convoqué par Childebert, puis le 28 juin 554 celui d'Arles au cours duquel l'église Notre-Dame est consacrée. C'est à Arles aussi que, vers 567, une épouse de Gontran roi de Bourgogne (561-591) est enfermée chez des moniales arlésiennes au monastère Saint-Jean.

### Les catastrophes de la seconde moitié duVIesiècle
La peste de Justinien
La seconde moitié du siècle est marquée par des épidémies, des troubles et des catastrophes naturelles. Dès la fin des années 540, Arles est frappée par la peste, appelée peste de Justinien et évoquée à plusieurs reprises par Grégoire de Tours dans son Histoire des Francs : il la cite en particulier à Arles en 549 : « cette province est cruellement dépeuplée ». Quelque quarante ans plus tard, l'épidémie toujours présente emporte probablement l'archevêque Sapaudus, puis lors d'une nouvelle vague en provenance d'Espagne via Marseille, son successeur récemment élu, Licerius (586-588) ; celui de Cavaillon, saint Véran, y meurt également de la peste à peu près à la même époque.
Les guerres

Le couloir Austrasien en Provence (567), isolant Arles.

La ville subit également le contrecoup de conflits entre Francs neustriens de Gontran (à l'ouest), Austrasiens de Sigebert (à l'est) après le partage de 561 et la création du couloir austrasien reliant l'Auvergne à Marseille et isolant Arles. Le territoire Provençal est aussi ravagé par les Lombards qui descendent à partir de 569 des vallées alpines et la cité est également affectée par les Wisigoths. Arles est ainsi assiégée à de nombreuses reprises :
- Sièges d'Arles (566-570) : en 570 deux fois, initialement par les généraux austrasiens Firmin et Audovère qui s'emparent de la cité, puis par les troupes du comte burgonde Celsus envoyées par Gontran qui bénéficiant d'un stratagème de l'évêque Sapaudus, écrasent l'armée austrasienne et reprennent la ville[24],
- en 574 par les Lombards qui pillent la ville et razzient le bétail de la Crau[25],
- en 586 par les Wisigoths qui en représailles de l'invasion de la Septimanie par Gontran en 585[26],[27], inondent la ville en détournant les eaux du Rhône.
Toujours d'après Ferdinand Lot, Gontran aurait attaqué une seconde fois les Wisigoths en 588-589[28]. De son côté, la cité a probablement été deux fois l'objet de représailles, en 585-586[29] et 587[30]. Au cours de cet épisode, la région et la ville d'Arles sont défendues par Leudegisèle[31], un prince nommé par Gontran, appelé duc de la Provence d'Arles.

Ces troubles se retrouvent dans les analyses de terrain telles celles de l’historienne Gabrielle Démians d’Archimbaud, qui dans son ouvrage L'oppidum de Saint-Blaise du Ve au VIIe s. (Bouches-du-Rhône) signale que la région de la Provence occidentale a eu ses activités interrompues vers 570 par de brutales destructions.
Les famines et autres calamités
Enfin, la ville et son territoire souffrent de famines (grande famine de 585) et de catastrophes naturelles. En 580, une crue historique noie les faubourgs de la ville ; le cirque romain dévasté ne sera jamais réhabilité.

### Une ville brillante en déclin
Maintien d'une vie intellectuelle
En dépit de ces évènements, la vie intellectuelle se maintient toutefois en Provence occidentale. Pierre Riché évoque un cercle littéraire austraso-provençal autour du patrice Dynamius.
Sur le plan religieux, l'évêque Aurélien écrit les règles monastiques pour les couvents arlésiens des Saints-Apôtres et de Sainte-Marie. Le rayonnement du monastère de moniales Saint-Jean permet également à Règle de Césaire de se diffuser largement dans le royaume des Francs, à commencer par le monastère créé à Poitiers par Radegonde, l'ancienne épouse du roi Clotaire. Radegonde effectue en effet un séjour à Arles vers 570 dans ce monastère, accompagnée d'Agnès, sa sœur spirituelle qu'elle choisit comme future abbesse et Venance Fortunat, poète italien qui deviendra son biographe puis évêque de Poitiers.
Mais ce rayonnement de la ville se retrouve ni sur le plan économique ni au niveau de son archevêché.
Déclin de l'archevêché d'Arles 

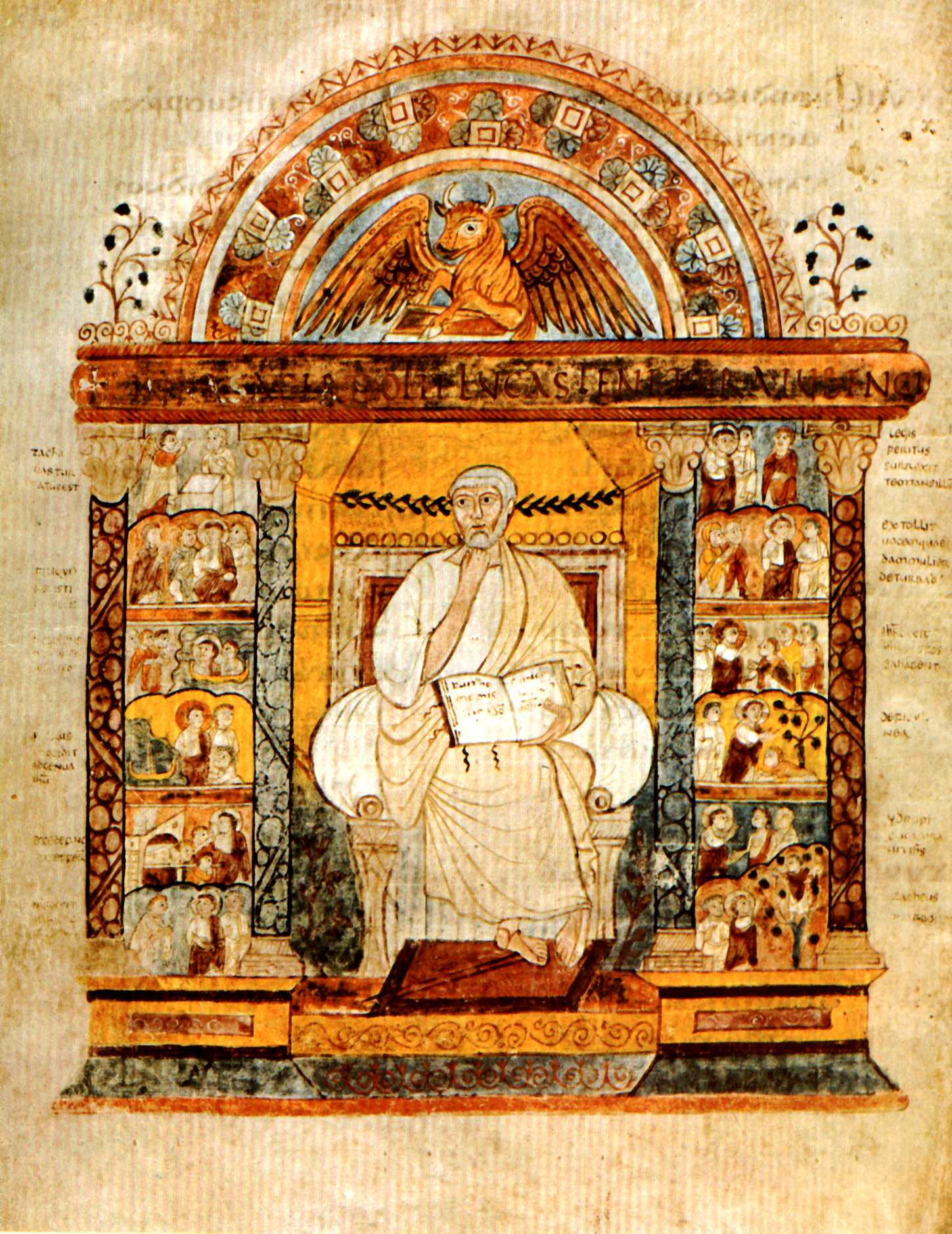
Folio 129 enluminé de L’Évangile de Saint Augustin, considéré comme un des deux volumes emportés par Augustin de Cantorbéry en 597

La primatie de l'église arlésienne se maintient jusqu'au milieu du VIe siècle, avec notamment l'évêque Sapaudus qui préside plusieurs conciles, mais les années suivantes ne sont pas aussi favorables. La fin du siècle est connue grâce aux échanges épistolaires du pape Grégoire le Grand avec l'évêque Virgilius d'origine bourguignonne qui succède à Licerius (ou à Paschasius) en 588, en pleine épidémie de peste. Ces échanges éclairent les évènements de cette période et expliquent la détérioration des relations entre le pape et l'évêque d'Arles. Dès 591, le pape Grégoire le Grand réprimande Virgile à la suite de nombreuses plaintes à propos de conversions forcées de juifs chassés d'Orléans qui se réfugient en Provence. Le 12 août 595, il lui adresse sa lettre O quam bona sur la simonie, pour le mettre en garde contre les méfaits de cette hérésie. L'année suivante, en 596, probablement à la suite de l'affaire Dynamius, Virgile qui gérait jusqu'alors, comme ses prédécesseurs, la perception des revenus ecclésiastiques en Gaule, se voit chapeauté par instruction papale, par l'évêque d'Aix chargé de le contrôler. Enfin en juillet 599, l’amitié initiale du pape se refroidit un peu plus à la suite de la non-opposition de Virgile au mariage que Syagrie avait contracté, alors qu’elle avait fait profession de la vie religieuse.
Peut-être est-ce à cause de cette dernière négligence que Grégoire accorde ensuite, aux instances de la reine Brunehilde (Brunehaut), le pallium à Syagrius, l’évêque d'Autun, avec le pouvoir d'assembler des conciles. Quoi qu'il en soit, ce refroidissement du ряре envers Virgile diminue beaucoup l'autorité du métropolitain d'Arles.
Mais entre-temps, c'est sous son archiépiscopat que la cité d'Arles abrite en 596 les préparatifs de la mission d'Angleterre ; à cette occasion des esclaves anglo-saxons sont achetés. Le 17 novembre 597, Augustin de Cantorbéry est de retour à Arles après avoir converti le roi, la reine et les principaux officiers. À la demande du pape Grégoire Ier, il est consacré archevêque de l'Église d'Angleterre dans la cathédrale Saint-Étienne par l'archevêque d'Arles, Virgile, alors vicaire du Saint-Siège en Gaules, dans une cérémonie où participent de nombreux évêques.
Des campagnes désertées et une ville réduite qui se fortifie
De nombreux auteurs datent de la seconde moitié du VIe siècle la construction d'une enceinte réduite faite de blocs arrachés aux monuments romains pour limiter le territoire à défendre en cas d'attaque. Appuyée sur la Tour des Mourgues, cette muraille rejoint directement le Rhône en s'appuyant sur l'extrémité sud du Théâtre antique. C'est également à cette époque que les arènes s'adaptent au retour de l'insécurité. Elles sont transformées en bastide, sorte de forteresse urbaine qui au fil du temps va se doter de quatre tours et dans laquelle s'intègrent plus de 200 habitations et deux chapelles.
De même, le port de la cité semble connaître un déclin soit en raison des troubles soit en liaison avec la configuration des bras ou du régime du Rhône. Ce constat pourrait être la motivation qui anime le roi Gontran lorsqu'il demande en 575 le partage de la ville de Marseille qui est en cette fin du VIe siècle le grand port franc en relation avec Rome et Constantinople.
Finalement au cours de ce siècle, la ville d'Arles se replie sur elle-même. Dès les années 550, on constate la disparition de l’habitat extra-muros en raison de la recherche de la sécurité à l’intérieur d’une enceinte réduite plus sûre et de la chute démographique induite par la peste. Ces troubles et cette diminution de population ruinent l’agriculture arlésienne et la famine règne. La vocation défensive de la cité devient aussi primordiale. Ainsi, à la fin du VIe siècle, Arles et son territoire entrent dans une période difficile.

## VIIesiècle: lesÂges sombres

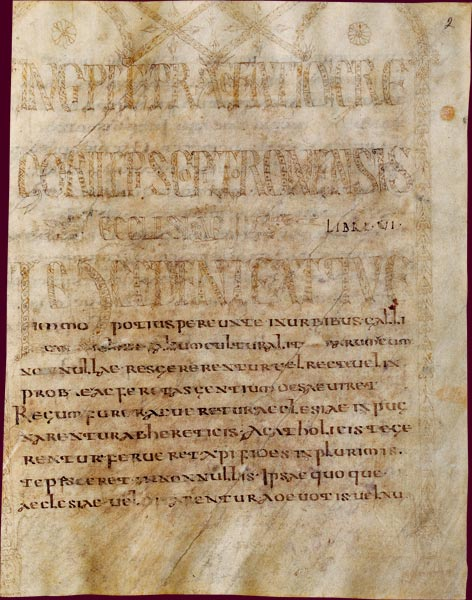
Histoire des francs.

### Des sources lacunaires
L'œuvre de Grégoire de Tours s'arrêtant en 594, le siècle suivant malgré la Chronique de Frédégaire et ses continuations ainsi que quelques diplômes, laisse l'historien assez démuni. En réalité, les informations disponibles sont très fragmentaires ; par exemple on ne connaît que très peu d'évêques après l'archiépiscopat de Wolbertus, probablement le premier prélat d'origine franque sur le siège d'Arles, en 683. Et pour les autres, leurs biographies se limitent souvent à quelques dates pas toujours assurées. Le VIIe siècle, est ainsi très mal connu.

### Une ville soumise au pouvoir mérovingien

Les évêchés représentés au concile de Paris de 614 dirigé par le primat des Gaules, l'archevêque de Lyon, et l'archevêque d'Arles, Floranus

Au tout début de ce siècle la Provence comme le reste de la Gaule est soumise à des hivers très rigoureux. La cité en dépit des campagnes dépeuplées par la crise démographique qui suit la Peste de Justinien, semble toutefois conserver une certaine prospérité grâce à ses activités portuaires. De même, l'archevêché d'Arles joue toujours un rôle important -du moins en ce début de siècle- ainsi que le confirment, le pallium et vicariat conférés par le pape Boniface IV, en 613, à l'évêque Florianus. Autre fait important, cet archevêque participe au concile de Paris de 614 qu'il signe en second, après le primat de Lyon.
Sous le règne de Clotaire II (613-629), Arles dispose d'un atelier monétaire qui frappe avec les ateliers de Marseille, Viviers, Valence et Uzès les premières pièces de monnaie avec le nom royal.
Arles est alors administrée par les représentants des branches mérovingiennes, soit dans le cadre d'une Provence unifiée, soit de manière individualisée par un duc. Il existe ainsi une Provence arlésienne (en opposition à la Provence marseillaise). La présence de cette Provence arlésienne semble aller de pair avec l'existence, comme au siècle précédent sous Gontran, du couloir austrasien attesté encore aujourd'hui par la toponymie des lieux tels Saint-Chamas ou Velaux. Cette situation se présente entre 634 et 656 sous Dagobert Ier puis Clovis II, de 663 à 673 sous Clotaire III, puis de 675 à 681 sous Thierry III.
Cette dernière période est celle qui suit l'assassinat d'Hector en 675 et précède l'arrivée de Bonitus vers 680 à la tête de la Provence marseillaise. Elle correspond à l'époque où, profitant de la mort d'Hector, Etichon-Adalric d'Alsace envahit la Provence et essaie de prendre Lyon, mais en vain. D'après Louis Stouff, à partir de 673-675, un patrice dirige la Provence au nom des souverains francs, mais il ne siège pas à Arles. Il réside à Marseille devenue la capitale de la Provence.
À Arles même, on ne signale que de rares événements, comme la destitution en 650 au concile de Chalon-sur-Saône de l'archevêque d'Arles, Théodose, ou en 682, le concile régional présidé par l'évêque d'Arles Felix au sujet du célibat des prêtres, événements qui traduisent un déclin relatif du diocèse.

### Des élites qui se germanisent
Au VIIe siècle, le Midi, est dans une grande dépendance du pouvoir franc qui peut compter sur le dévouement d'une aristocratie locale encore d'origine gallo-romaine et puissante. Toutefois à la fin du VIIe siècle apparaissent des noms d'origine germanique, comme l'archevêque d'Arles Wolbertus en 683 ou le rector de Marseille Bodegisèle, même s'il est difficile de dire qu'il s'agit de fonctionnaires étrangers ou de Gallo-romains ayant adopté ces noms pour satisfaire le pouvoir mérovingien. À propos de cette fin de siècle, Pierre Riché constate qu'on ne trouve ni en Aquitaine, ni en Provence, ni en Burgondie, d'hommes cultivés à la manière antique.

## VIIIesiècle

### La résistance aux Francs
Présence sarrasine et opposition aux maires du Palais
Vers le milieu des années 710 d'après Georges de Manteyer cité par Jean Lafaurie, voire dès la fin du VIIe siècle pour Michel Rouche, des velléités d'autonomie apparaissent en Provence occidentale qui finit par devenir indépendante, faute de pouvoir central.
Un texte de 780 fait en effet écho à une révolte conduite par le patrice Antenor contre le pouvoir franc de Pépin de Herstal, puis de Charles Martel, révolte qui s'accompagne de spoliations de biens ecclésiastiques.
Dix ans plus tard, le danger vient des Sarrasins. Les Sarrasins qui ont traversé les Pyrénées en 720, entreprennent en 725 une grande razzia : ils prennent Carcassonne, le Languedoc jusqu'à Nîmes et s'aventurent dans la vallée du Rhône jusqu'à Autun; Arles est conquise en 735 par Yusuf ibn 'Abd al-Rahman al-Fihri et passe ainsi sous domination musulmane pendant une dizaine d'années, en faisant partie de la province musulmane d'Al Andalus avec Narbonne.
Reprise en main par les Francs

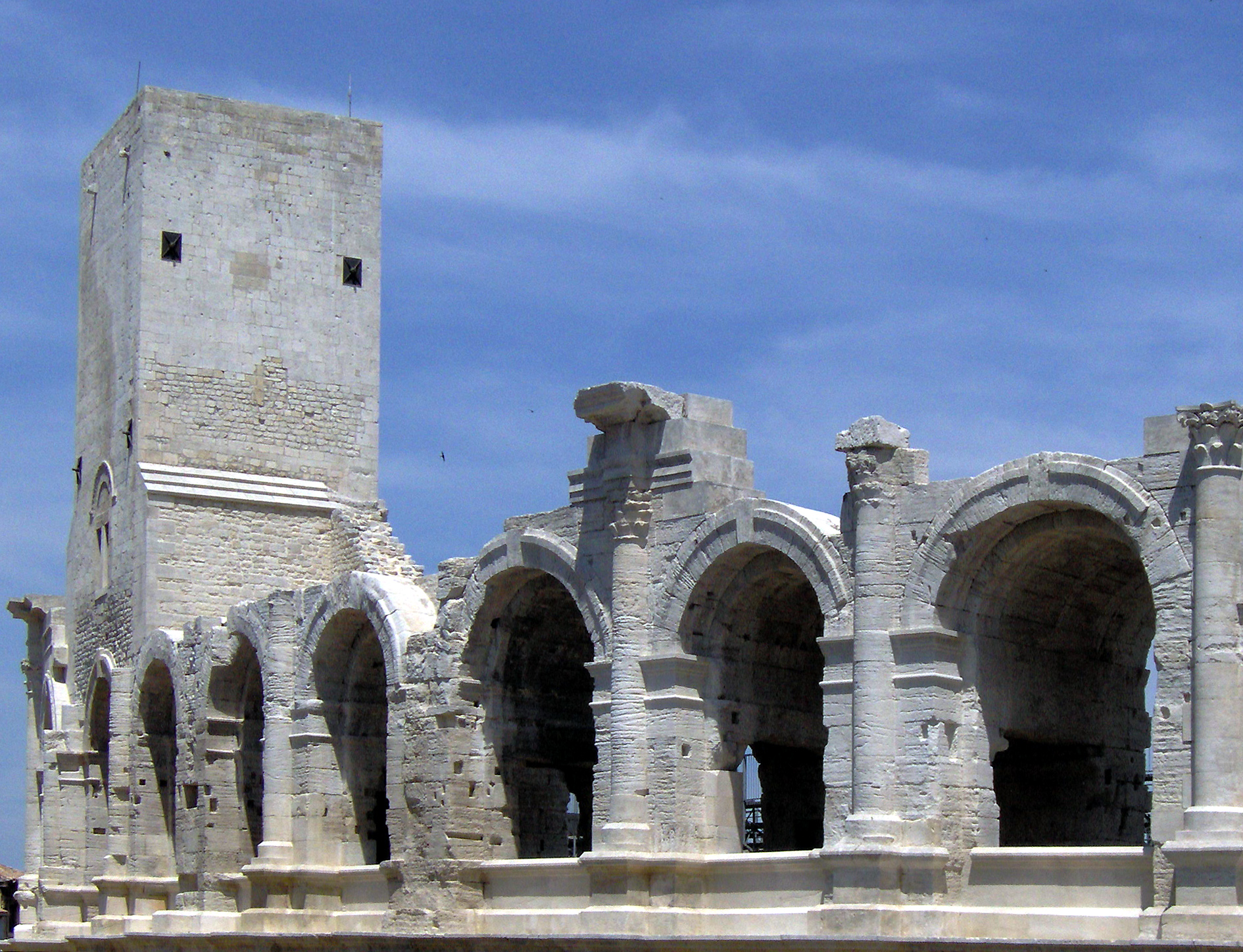
Une des tours de l’amphithéâtre qui datent plus probablement du XIe siècle.

Après la victoire remportée à Poitiers en 732 ou 733, Charles Martel entreprend dans les années 735-739 des expéditions en Provence et Septimanie. Devant le danger des troupes franques, qui descendent le long du sillon rhodanien jusqu'au Languedoc, Arles et Avignon, pour leur défense dirigée par un certain duc Mauronte (Maurontius), font appel aux Sarrasins. Yussef Ibn Abd-er-Rhaman, le gouverneur sarrasin de Narbonne occupe ainsi Arles en 735. Si les historiens s'accordent que les Francs ont bien fait trois raids en Provence, dont deux contre la cité d'Arles (736, 739), ils divergent sur les causes du premier : pour certains, il serait lié à la présence des Sarrasins, pour d'autres non. Lors du dernier raid en 739, Charles Martel s'allie aux Lombards qui franchissent les Alpes. En bonne entente avec les Francs, le lombard Luitprand participe en 739 à la bataille de l'étang de Berre-l'Étang qui voit la défaite des Maures les alliés du duc Mauronte. Pour réduire la ville d'Arles, la légende dit que Charles Martel aurait détruit l'aqueduc romain qui, jusqu'à cette date, continuait à alimenter la cité en eau pure. Les tours surmontant l'amphithéâtre pourraient dater de cette époque. Toutefois, d'après Henri Pirenne, les Sarrasins auraient à nouveau soumis la côte Provençale et s'y seraient maintenus quelques années jusqu'à ce que Pépin les en expulse en 752.
Après la victoire des Francs que ce soit en 739 ou en 752, le sud des Alpes et la Provence sont dévastés et, ainsi qu'Arles, mises au pas avec rigueur par le pouvoir carolingien. La fonction de patrice est supprimée et la Provence est organisée en comtés calqués sur le découpage diocésal. Il est probable que dès cette époque le comte d'Arles est au-dessus des autres comtes provençaux.

### Transformation du commerce
Au VIIe siècle, les marchands orientaux notamment syriens concentrent entre leurs mains le commerce d'importation en Gaule. Celui-ci se poursuit au siècle suivant. Un diplôme de Chilpéric II de 716, nous indique par exemple les denrées importées et transitant par Arles ou son port avancé Fos. Henri Pirenne souligne toutefois que les échanges entre l'Occident et l'Orient déclinent fortement dès la présence Sarrasine en Méditerranée occidentale au début du VIIIe siècle. Il constate que des produits orientaux tels que l'or, la soie, le poivre et le papyrus disparaissent pratiquement sous les carolingiens et que le commerce entre l'Occident et l'Orient ne se fait plus que par les négociants juifs, probablement des Radhanites, seuls liens entre l'Islam et la Chrétienté.

### Arles au début de la Renaissance carolingienne
Toutefois à la fin du siècle (après 780) apparaît une période de prospérité, la Renaissance carolingienne, qui se met en place en parallèle avec un changement de politique des rois carolingiens en Provence et Septimanie. Le comte assure l'administration et la justice, tandis que l'évêque surveille l'état d'esprit et la réforme des mœurs. Le pays est également contrôlé. On connaît quelques inspections de missi dominici, telles celles d'Arimodus et Wernerius en 778, ou de Leydrade et Théodulfe en 798.

La Marche hispanique au début du IXe siècle.

La vigueur du développement de la chrétienté génère des mouvements centrifuges conduisant à l'éclatement du diocèse d'Arles. En 794, au concile de Francfort auquel participe le prélat arlésien Elifantus, l'archevêché d'Arles est scindé en trois, les diocèses d'Embrun et d'Aix devenant indépendants.
L'année suivante, Charlemagne sécurise son territoire contre les Sarrasins en établissant la Marche d’Espagne ; le conflit entre les Sarrasins et les Carolingiens se déplaçant alors en Méditerranée occidentale et affectant d'après H. Pirenne, le commerce Occident-Orient. Pourtant en 800, Théodulfe (c.750-821) évêque d'Orléans, de passage dans la cité signale tous les produits qu'on peut y trouver grâce à son port : draps de soie, peaux de Cordoue, encens, ivoire et bien d'autres produits de la Syrie, de la Perse et de l'Inde : Arles est bien à cette époque un port franc prospère ouvert sur le monde méditerranéen.

## IXesiècle

### Arles au début duIXesiècle

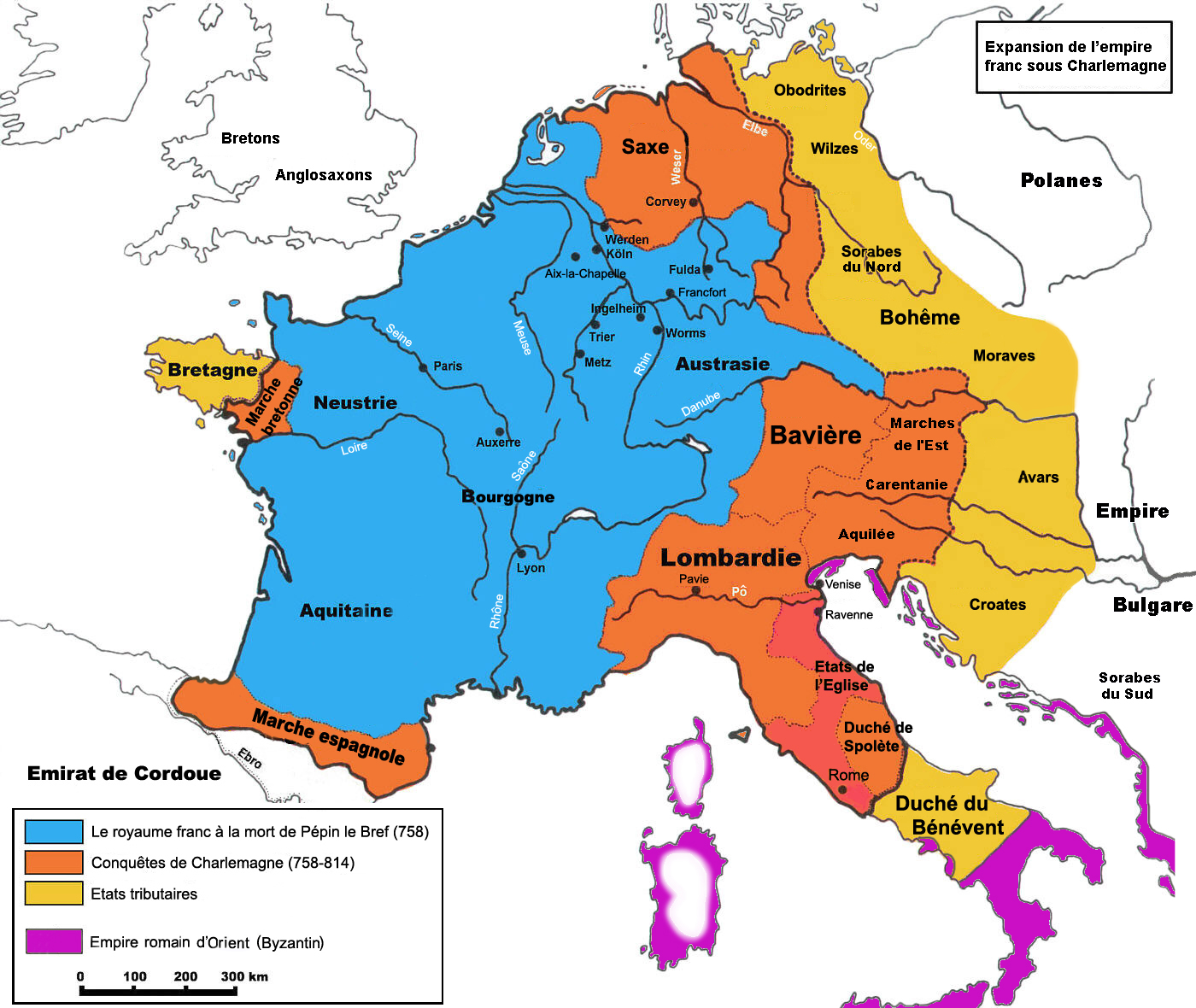
Extension de l'empire carolingien sous Charlemagne.
à la mort de Pépin le Bref 768
Conquêtes de Charlemagne (768-814)
Royaumes versant un tribut

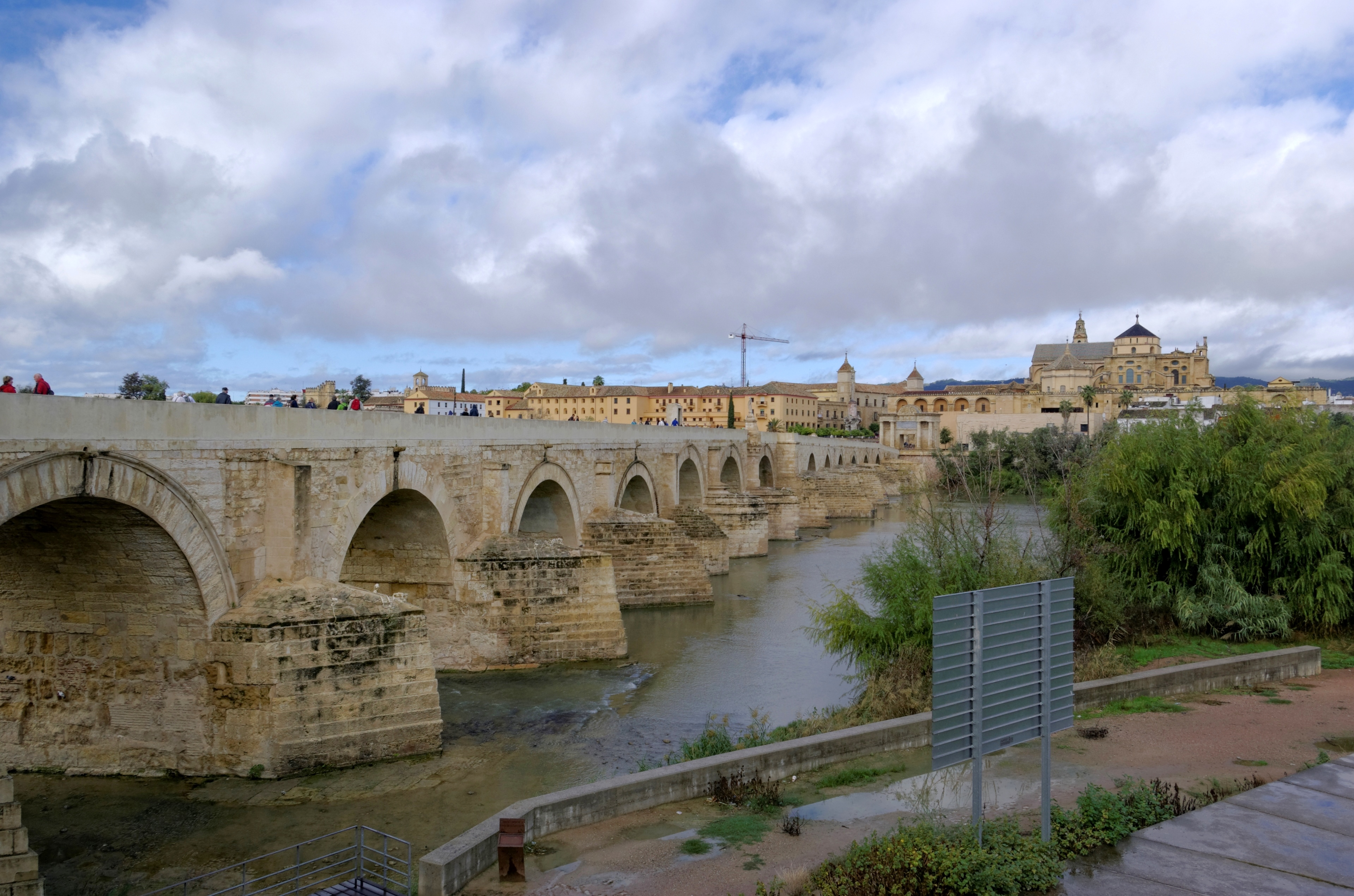
L'Espagne musulmane (ici Cordoue) était très souvent la destination finale des esclaves slaves, achetés notamment à Verdun et transitant par Arles, dont les Radhanites faisaient le commerce

Le Renouveau carolingien se poursuit au début du IXe siècle : on signale par exemple des travaux de drainage de terres marécageuses dans la campagne arlésienne, comme si de nouvelle terres étaient mises en culture.
La ville connaît toujours un commerce florissant. Au printemps 802, elle voit passer probablement l'éléphant blanc, surnommé Aboul-Abass, destiné à Charlemagne.
En 820, Louis le Pieux accorde à la ville d'Arles une série de privilèges et la place sous sa protection royale, ce qui développe l'activité économique et le commerce portuaire réalisés par les Sarrasins et les Juifs.
La cité a aussi la particularité de se trouver à cette époque sur un des itinéraires des marchands chrétiens et juifs qui vont vendre des esclaves - marché très lucratif à cette époque - à Cordoue.
Sous prétexte de ce commerce, la communauté juive s'attire l'hostilité de certains milieux ecclésiastiques. L'évêque de Lyon, Agobard, reproche par exemple aux juifs d'y amener des chrétiens enlevés à Arles et Lyon. Le comportement de cet évêque, hostile à la communauté juive de Lyon protégée par le roi Louis
, va générer une migration vers Arles et les cités du midi ce qui accrédite la présence d'une communauté juive nombreuse dans la cité au début du IXe siècle.
L'Église d'Arles a également un rayonnement important. Elle constitue l'une des vingt et une provinces métropolitaines figurant en 811 dans le testament de Charlemagne et son prélat joue alors un rôle primordial.
En mai 813, quand pour remédier à l'état de l'Église, quatre conciles se tiennent sur l’ordre de Charlemagne dans les villes de Mayence, Tours, Chalon-sur-Saône et Arles, celui de la cité rhodanienne qui se déroule dans la cathédrale Saint-Trophime est présidé par Jean II, l'archevêque de la cité. Jean II, comme tous les prélats est nommé par Charlemagne; c'est un proche de l'empereur, probablement ancien clerc du palais. Charlemagne lui confie, ainsi que son fils, plusieurs missions de confiance. Durant tout ce siècle, l'église d'Arles va jouir d'une place exceptionnelle. Elle participe ainsi à presque toutes les grandes assemblées politiques et religieuses carolingiennes. L’édit impérial de décembre 828 de Louis le Pieux montre que l'archevêque Nothon, le successeur de Jean II, est convoqué pour diriger le concile de Toulouse, un des quatre conciles avec Mayence, Paris et Lyon organisés par le roi. Le prélat arlésien intervient également quelques années plus tard au concile de Thionville rétablissant le roi Louis. En 824, ce même Noton, avait échangé des terres de la campagne arlésienne avec le comte Leibulf (?-ap.829) qui aurait succédé au comte Loup.
Ce Leibulf, d’origine probablement arlésienne, est nommé comte de Provence par Charlemagne et conduit dès 800-801, avec Berà et le comte de Vasconie Sanche Loup Ier, un contingent de Provençaux lors de l'expédition de Louis le Pieux contre Barcelone. Cependant, le plus grand danger en ce début de siècle, provient des Sarrasins ; les côtes de Septimanie et Provence commencent à se doter de défense contre les pirates par la construction de tours ou d’églises forteresses comme aux Saintes-Maries-de-la-Mer, à l'embouchure du Rhône de Saint-Ferréol.

### Arles à l'époque des successions carolingiennes
Mais c'est surtout après la mort de Charlemagne et plus précisément à la fin des années 820, que l’histoire d’Arles va s’inscrire dans le processus de désagrégation de l'Empire carolingien avec la désorganisation du pouvoir civil, les troubles et les invasions. Sur le plan ecclésiastique, l'effondrement de l'empire carolingien loin de libérer l'Église dont les prélats étaient jusqu'alors sous l'autorité directe de l'empereur, la met dans les mains des laïcs. Ce délitement est d'autant plus accentué que le « pays provençal est une annexe lointaine où les rois carolingiens ne pénètrent [plus] depuis que Charles Martel a conquis le pays ».
Arles à la fin du règne de Louis le Pieux
Vers 830, dès les premières luttes des fils de Louis le Pieux (814-840) contre leur père, la Provence subit l'assaut d'envahisseurs venus de la mer qui attaquent les ports et remontent le Rhône. Pour lutter contre ces pirates, l'empereur regroupe vers 835 l'ensemble des comtés provençaux sous l'autorité d'un duc résidant à Arles, probablement le comte Leibulf déjà comte en 824 et 829. En 841, on signale également un certain Garin (ou Warin), portant le titre de duc de Provence, mais son pouvoir semble avoir eu pour assise le Lyonnais ; le 25 juin 841, ce duc avec ses contingents arlésiens et provençaux, aux côtés de Charles et Louis, participe de façon décisive à la bataille de Fontanet qui consacre la défaite de Lothaire devant ses frères.
Cela n'empêche pas Arles d'être pillée en 842 ou en 843 par les Sarrasins.
Arles sous Lothaire Ier 

Arles en Lotharingie, après le partage de l’empire au traité de Verdun en 843

Après le traité de Verdun (843), la Provence passe sous l'autorité de Lothaire Ier et de ses représentants. On connaît ainsi les ducs ou comtes qui suivent Garin : Audibert en 845, puis Fulcrad qui tente la même année une sécession de la Provence, avec la participation probable des Arlésiens, et à nouveau Audibert en 850. Cette année-là, Arles est à nouveau attaquée ; mais contrairement à 842, elle se défend avec succès et massacre les barbaresques dans leur fuite.

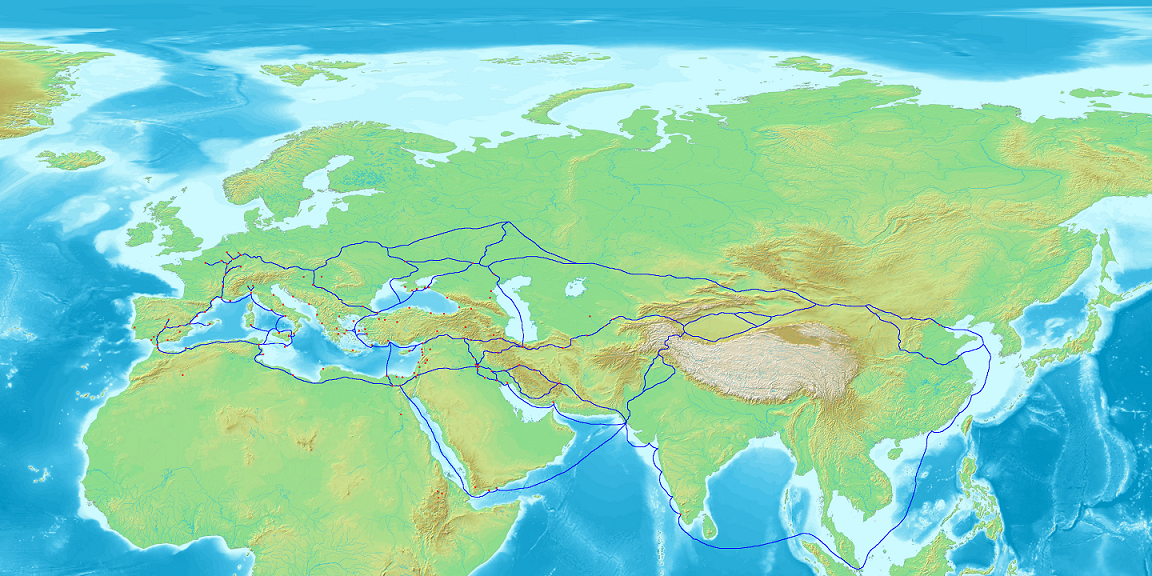
Carte de l'Eurasie montrant le réseau commercial des Radhanites (vers 870), tel qu'il est décrit par ibn Khordadbeh dans le Livre des Routes et des Royaumes

En ce milieu de siècle, nous avons des témoignages que la ville d'Arles malgré ces évènements est encore prospère et possède un port actif. Le diacre Florus qui écrit peu après 843, parle en effet d’Arelas optima portus (Arles, riche port), et l'atelier de monnayage d'Arles, à la différence de celui de Marseille, l'autre atelier carolingien, continue de fonctionner. De même quelques années plus tard vers 860-870, le géographe arabe Ibn Khordadbeh dans son livre des Routes et des Royaumes évoque les marchands juifs qu'il appelle Radhanites et qui à partir des ports du pays franc se dirigent vers le Moyen-Orient, emportant des marchandises d'origine septentrionale (esclaves, épées et peaux) pour ramener des épices.
Arles sous Charles de Provence

Division de l'empire de Lothaire Ier après le traité de Prüm en 855.

En 855, à la suite du décès de Lothaire Ier, le partage de son royaume donne naissance à la Provence (royaume incluant le Lyonnais, la Viennoise et la Provence proprement dite) dévolue à Charles, appelé par la suite Charles de Provence, le plus jeune de ses fils. Cette succession reçoit l'appui des seigneurs provençaux qui par leur résistance (856) obligent Lothaire II et Louis II à renoncer à leur projet d'usurpation.
De santé fragile, Charles laisse l'administration de son royaume à Girart de Roussillon qui joue le rôle de régent. La cour réside à Vienne qui devient ainsi la capitale de ce Royaume au détriment d'Arles jusqu'au début du Xe siècle.

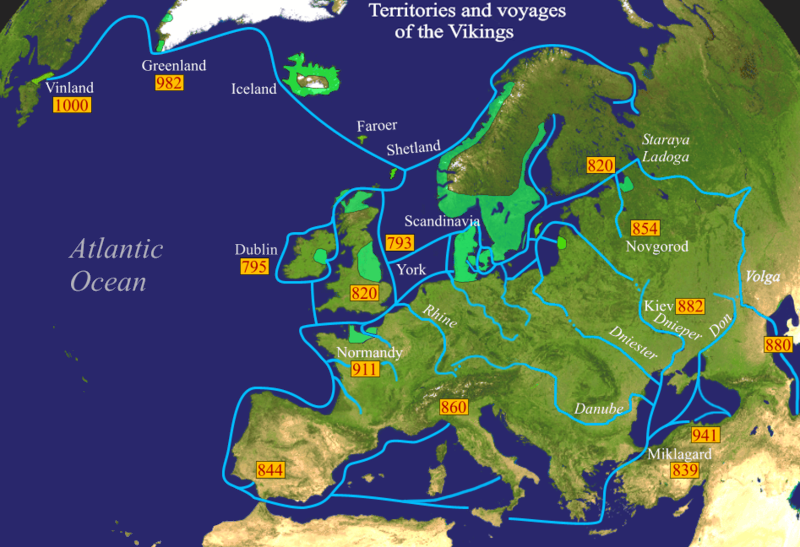
Les voyages des Normands : celui de 859-860 en Méditerranée

C'est à cette époque (859) que les Normands menés par Hasting, étant passés en Méditerranée, dévastent le territoire d'Arles à défaut de la cité. Ayant hiverné en Camargue lors de hiver très rigoureux de 859/860, ils remontent au printemps le Rhône avant d'être défaits par Girart de Roussillon probablement au niveau de Valence, et continuent ensuite leur raid vers l'Italie. Les Annales de Saint-Bertin précisent :
en 859, les pirates de mer danois cinglèrent longuement entre Espagne et Afrique et pénétrèrent de force dans le Rhône. Après avoir ravagé plusieurs villes et monastères, ils s’installèrent dans l’île Camargue… En 860, les mêmes Danois parvinrent en pillant jusqu'à la ville de Valence et ayant tout ravagé alentour revinrent dans l'île —de Camargue— qu'ils occupaient.
Peu de temps après, en 861, prenant prétexte d’un appel d’une partie de l’aristocratie provençale, dont le « puissant comte d’Arles Fourrat », Charles le Chauve, qui avait vécu jusque-là en bonne intelligence avec son neveu, tente d’annexer la Provence. Mais battu par Girard de Roussillon qui menace également de confisquer les propriétés provençales autour de Saint-Rémy de l’archevêque de Reims Hincmar, un proche du roi, Charles ne dépasse pas Mâcon.

Le partage de Meersen de 870.
Attention, la carte indique à tort que le Lyonnais est rattaché à Louis.

Arles sous l'empereur et roi d'Italie, Louis II le Jeune
La mort de Charles de Provence (863) ouvre de nouveaux conflits entre ses frères qui essayent tous de se faire des partisans parmi l'aristocratie provençale ; la partie sud de son royaume, c'est-à-dire la Provence limitée aux territoires d'Arles, Aix et Embrun, revenant finalement, contrairement au traité de 859 conclu entre Charles et son frère cadet Lothaire II de Lotharingie, à Louis II le Jeune empereur et roi d'Italie.
Sous cette nouvelle autorité distante, on ne connaît aucun comte de Provence et à Arles le pouvoir semble alors exercé par les évêques qui sont amenés à prendre la défense de la population. Ainsi l'archevêque Roland (852-869), primat de l'église méridionale et chef militaire, fait fortifier le théâtre et intervient dans les campagnes. Lors d'une razzia en Camargue en septembre 869, les Sarrasins le surprennent en train de superviser la mise en défense de la région. L'évêque fait prisonnier, est échangé contre des armes, des esclaves au nombre de 150, et autres richesses. Malheureusement, les Arlésiens ne récupéreront que son cadavre, habillé et mis sur un siège par les barbaresques au moment de la remise de rançon, probablement organisée sur la plage des Saintes-Maries-de-la-Mer, à l'embouchure du Rhône de Saint-Ferréol, bras actif et encore navigable à cette époque. Cet épisode souligne la présence de nombreux esclaves dans la société arlésienne dans ces années 860.
Arles sous Charles le Chauve et Boson duc de Provence
En 875, à la mort de l’empereur, la Provence est récupérée par Charles le Chauve qui nomme Boson, duc de Provence. Jusqu'en 878, la tutelle de Boson sera plus nominale qu'effective car le nouveau duc réside d'abord en Italie, puis à son retour en France, confie la Provence (et le royaume d'Italie) à son frère Richard le Justicier et à Hugues l'Abbé.
Toutefois, au printemps 878, Boson est présent à Arles : il y accueille le pape Jean VIII qui menacé en Italie vient se chercher des alliés de l'autre côté des Alpes. À cette occasion l'évêque d'Arles Rostaing, reçoit le pallium. Puis après avoir résider quelque temps dans la cité, Boson et Jean VIII participent au mois de juillet suivant au concile de Troyes. Charles ayant refusé la couronne italienne proposée par le pape, Boson se laisse tenter. Mais sa tentative soutenue par Jean VIII se heurte aux nobles italiens et après une expédition infructueuse de quelques mois Boson doit retourner en Provence.
Les ambitions de Boson, freinées en Italie, vont toutefois s'exprimer à nouveau dès l'année suivante.

### La création du royaume de Provence
La tentative de Boson

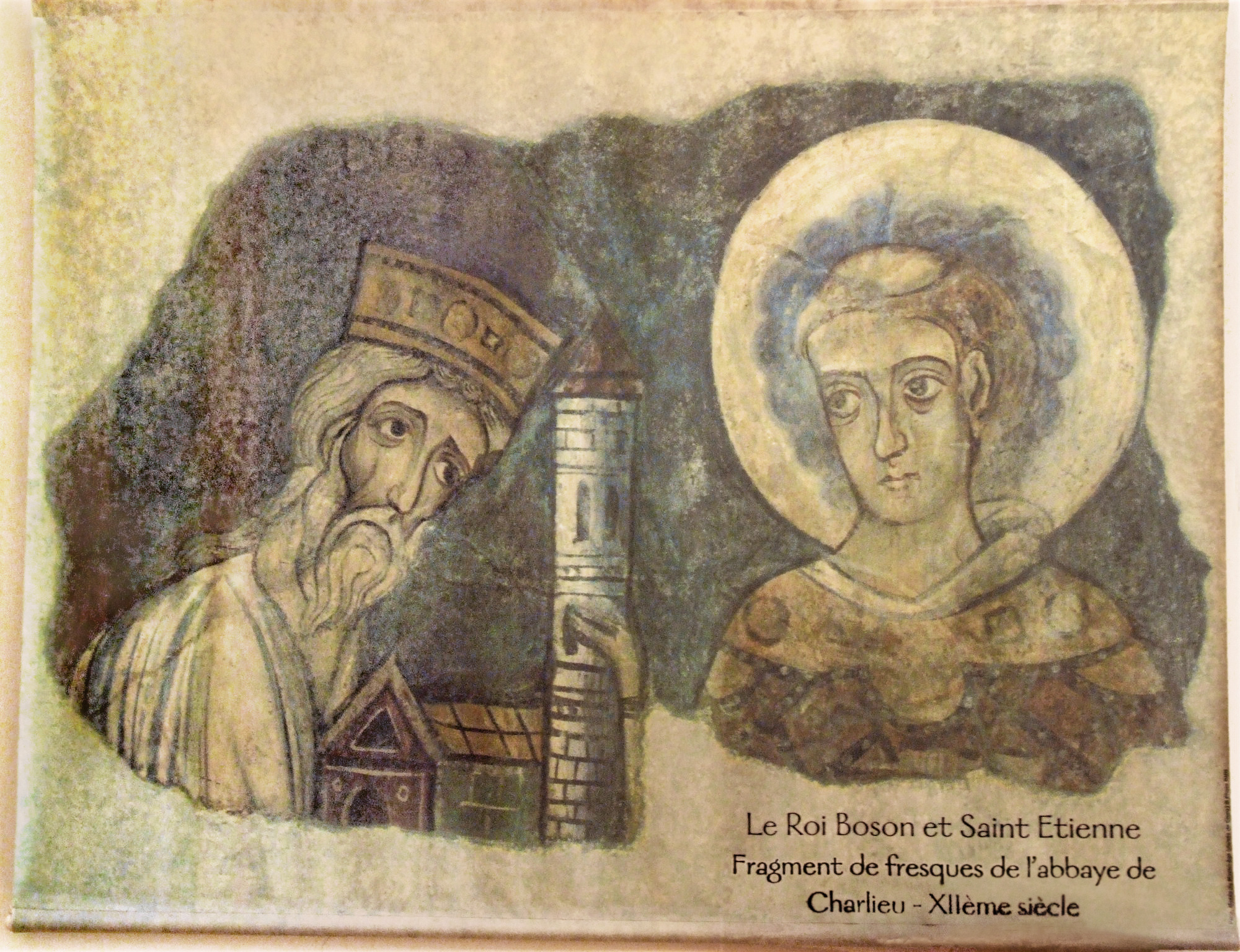
Boson, roi de Provence

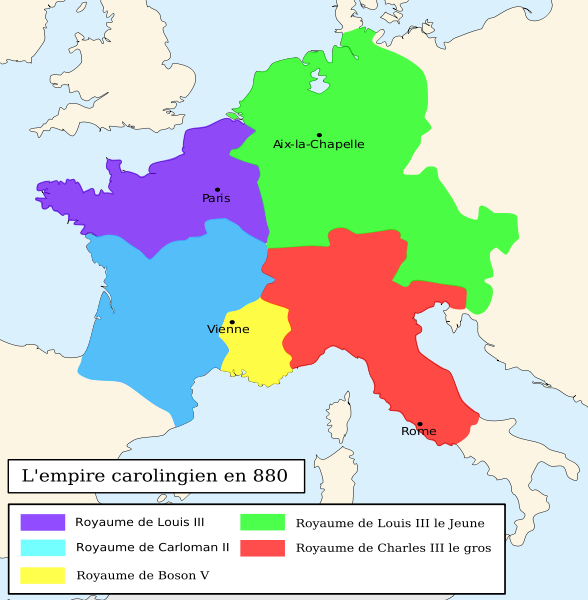
Le Royaume de Boson (en jaune)

Le 15 octobre 879, poussé à la fois par sa femme Ermengarde sœur de Charles et par une aristocratie provençale séduite par l'idée d'avoir un roi « capable mieux qu'un souverain éloigné de défendre [ses] intérêts », et profitant également de l'insécurité qui règne dans la Provence rhodanienne, Boson entre en rébellion contre les successeurs carolingiens contestés Louis III et Carloman II. Il se fait sacrer roi de Provence dans son château de Mantaille avec l'appui des grands, de l'archevêque de Vienne et celui minoritaire des évêques provençaux. En effet, seuls, semble-t-il, quatre prélats, dont Rostaing archevêque d'Arles, sur vingt-trois (dont onze présents) soutiennent cette prise de pouvoir ce qui souligne l'engagement fort, dès cette époque, de l'épiscopat arlésien auprès des princes bourguignons. Boson établit sa capitale à Vienne.
La tentative tourne rapidement à l'échec et le parti carolingien récupère la Provence, par Carloman après la prise et le pillage de Vienne en octobre 881. Carloman laisse comme trace de son passage et de son autorité, quelques deniers frappés à Arles. Mais dans cette période troublée, les Sarrasins toujours présents et opportunistes, pillent à nouveau la cité, ou du moins ses faubourgs, peu de temps avant 883.
À la mort de Carloman (884), l'autorité de Charles le Gros s'étend à la Provence ; Boson rentre en grâce et s'éteint à Arles peu après, le 11 janvier 887. Sa femme, Ermengarde, est alors nommée régente du royaume de Provence avec l'aide de Richard II de Bourgogne dit Richard le Justicier, le frère de Boson. En mai 887, elle conduit son fils, le futur roi de Provence Louis III l'Aveugle auprès de l'empereur Charles III le Gros pour qu'il l'adopte, ce qu'il fait. Pendant la minorité de Louis, Ermengarde règne en Provence assistée par les évêques de Vienne et de Lyon, ainsi que par le comte Thibert d'Avignon (Teutbert).
La Provence demeure après la mort de Charles le Gros, intervenue au début 888, quelque temps sans souverain ; cette lacune résulte probablement des troubles  évoqués par les actes du concile de Valence et rattachés sans doute à l'expédition en Gaule de Guy de Spolète.
L'établissement de son fils Louis III
En 890, Louis III est proclamé roi de Provence à Valence par une assemblée où participe activement l'archevêque d'Arles, Rostaing, le même qui avait soutenu onze ans plus tôt Boson de Provence à Mantaille. Le nouveau roi réside à Vienne et entreprend au début de son règne (896) quelques tentatives contre les Sarrasins qui continuent à dévaster la Provence.
Louis se décharge sur le comte Thibert, comte de Provence dès 890, de l'administration de son royaume notamment lors de ses expéditions en Italie. Thibert intervient à Arles et dans plusieurs cités provençales. Il meurt certainement en 908 car on perd sa trace à cette date. Un de ses petits-fils pourrait être à l'origine de la famille des vicomtes de Marseille. Selon différents historiens, Arlulf de Marseille serait en effet le fils de Thibert II d'Arles, seigneur de 925 à 942. Mais cette interprétation est aujourd'hui contestée à la suite de travaux récents.
En dépit de la présence de ce comte, Louis, occupé par ses aventures italiennes, néglige ses propres affaires provençales et les grands aristocrates, ecclésiastiques et laïcs, en profitent. Ainsi l'archevêque d'Arles obtient le droit de frapper monnaie ainsi que les bénéfices des tonlieux sur le Rhône. D'après l'historien Jean-Pierre Poly, c'est entre 890 et 910 que la monnaie d’Arles est donnée par le roi à l'archevêque arlésien Rostang.
Arles à la fin du IXe siècle
En cette fin de siècle, Arles est une citadelle dominant un territoire déserté. Plusieurs textes respectivement de 874, 890 et 897, évoquent des terres dépeuplées par l'assaut des barbares. Néanmoins, la Provence rhodanienne va désormais être moins affectée par les Sarrasins dont les activités vont se déplacer en Provence occidentale, probablement à la suite de leur installation dans les années 890 au Fraxinet dont, se révélant aussi bons montagnards que marins, ils font une base arrière pour conduire des razzias partout dans les Alpes et jusque dans le Jura.
Protégée par ses remparts, la cité conserve toutefois un rôle économique et religieux important. Si Arles a perdu ses fonctions de capitale au profit de Vienne où réside le roi Louis, son port, animé par le commerce amalfitain,, semble désormais l'emporter sur Marseille en pleine décadence, à l'inverse du siècle précédent. La frappe arlésienne connaît également un apogée autour des années 880-890, probablement en relation avec la belle époque de ce commerce. De même, dans le domaine ecclésiastique, à partir de la fin du IXe siècle, les évêques d'Arles accroissent leur pouvoir temporel et spirituel au sein de l'Église provençale.

## Xesiècle

### Arles sous Hugues d'Arles
À partir de 905 tous les diplômes de Louis III sont donnés à Vienne et, dans son royaume de Provence, il semble que le roi ne quitte plus sa capitale après le 24 avril 904, date de son dernier passage à Arles.
De même, après 905, la présence du comte Thibert se fait discrète ; il disparait devant le nouvel homme fort Hugues, fils du bosonide Théobald d'Arles qui s'était battu au côté de Boson V de Provence, son cousin, dans les années 880-881. Hugues est désigné par le titre de duc ou de marquis et Liutprand de Crémone le dit duc des Provençaux.
Véritable maître du Royaume, Hugues réside dans la cité d'Arles initialement entre 911 et 926, puis de façon plus épisodique lors de son aventure italienne (926-946) et enfin après son retour en Provence jusqu'à sa mort, dans les années 946-947.
Hugues à Arles

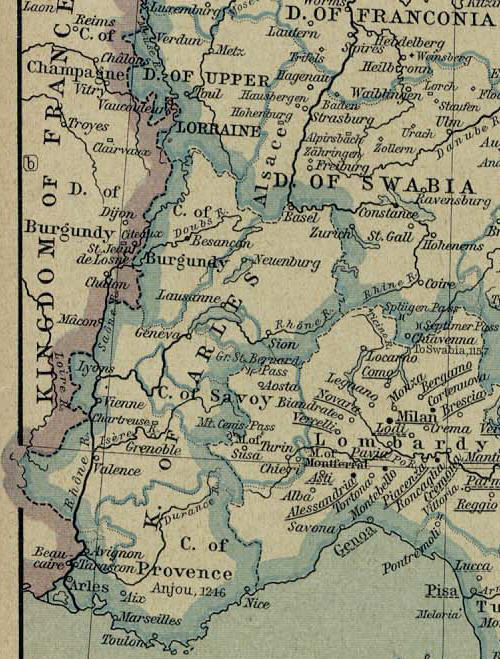
Royaume d'Arles

En 911, Arles devient la vraie capitale du Royaume et Vienne que la résidence du malheureux souverain infirme Louis III. Toutefois, la venue d'Hugues crée de fortes tensions entre l'aristocratie locale et l'aristocratie bourguignonne amenée par le comte. On peut se rappeler par exemple, que Manassès d'Arles, l'archevêque d'Arles désigné en 914, était fils d'un comte de Chalon et neveu d'Hugues. Il devient à cette époque le seul métropolitain en Provence nommant à la tête des évêchés des clercs de son entourage. Ces tensions qui se traduisent parfois par des meurtres, culminent dans les années 914-920.
La région est également soumise à des troubles exogènes. Les Magyars dévastent la Provence et la vallée du Rhône en 924. Ils atteignent Mende et Nîmes, en épargnant la cité d'Arles, probablement mieux défendue. Toutefois, d'une manière générale, la région d'Arles est moins exposée à ces troubles et aux razzias des Maures que la Provence orientale. Ainsi en 923, l’archevêque d’Arles Manasses cède à l’Église de Marseille, menacée par les bandes sarrasines, les églises de Fos et l’abbaye Saint-André de la Cape où l’évêque de Marseille Drogo, fidèle de l’archevêque et ancien clerc arlésien, peut se réfugier.
Déjà en 921, l'archevêque avait reçu du roi Louis III des droits sur la ville dont ceux perçus sur les Grecs et les autres gens venant à Arles, laissant ainsi supposer une activité portuaire significative à cette date.
Peu de temps après, en 924, Raoul, neveu du roi Boson de Provence et frère de Hugues le Noir, élu roi des Francs, intervient dans le royaume de Provence où l'aristocratie méridionale avait refusé de le reconnaître et était restée fidèle à la légitimité carolingienne.
Hugues d'Arles doit lui consentir hommage et scelle une alliance par le mariage de Berthe, sa nièce avec Boson le frère de Raoul.
Hugues en Italie
En juillet 926, Hugues quitte Arles pour prendre la couronne de roi d'Italie et se fait remplacer à Arles par son frère également appelé Boson (dit Boson d'Arles). Hugues revient toutefois dans la cité dès 928 à la mort du roi Louis pour lui succéder sur la Provence. Sans prendre prendre le titre de roi, il continue de porter le titre de marquis de Provence et roi d’Italie. Il cède toutefois le Viennois au roi Raoul.
Engagé dans des conflits en Italie, Hugues ne peut s'occuper correctement de la Provence. À la suite d'un arrangement conclu en 926, il la cède en 934 à Rodolphe II roi de Bourgogne, tout en conservant ses propriétés dans la région d'Arles. L'union des deux royaumes est appelée royaume des Deux Bourgogne ou royaume de Bourgogne ou royaume d'Arles (934-1032). En réalité, grâce à ses proches, Hugues reste très puissant et continue à tenir le pouvoir dans la région, même s'il doit mater une rébellion de son frère Boson en 936.
À la mort de Rodolphe (937), Hugues revient temporairement à Arles et tente en vain de mettre la main sur la veuve et surtout l'héritier, le jeune Conrad qui est alors protégé par le roi de Germanie, Otton.
La fin de l'aventure italienne
En 945 en Italie, Bérenger II, appelé aussi Bérenger d'Ivrée, petit-fils maternel de Bérenger de Frioul réussit à convaincre de nombreux aristocrates italiens de le suivre en promettant terres et honneurs. Hugues se voyant isolé, confie le royaume à son fils Lothaire et retourne en Provence en 947. Chassé d'Italie, Hugues trouve refuge auprès de sa nièce Berthe, la deuxième fille de son frère, dans la ville d'Arles où il meurt en 948.

### Naissance de laIredynastie des comtes de Provence
La suzeraineté de Conrad le Pacifique

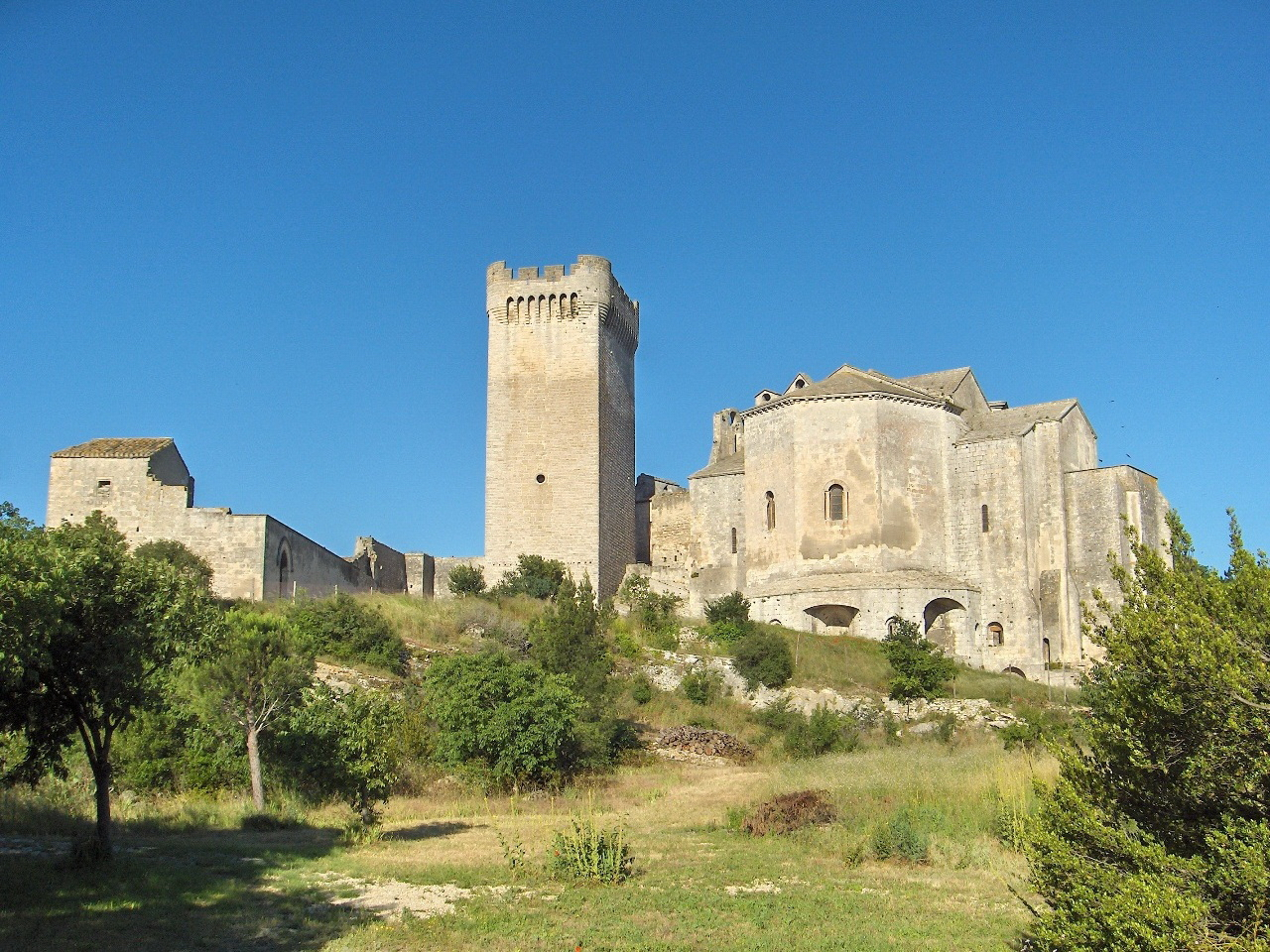
L'abbaye de Montmajour fut érigée sur une butte dominant la plaine marécageuse s'étendant au nord d'Arles

Dès 948 (ou 949), Conrad, dit le Pacifique, appuyé par le roi de Germanie, réussit à faire reconnaître sa suzeraineté sur l'ancien royaume de Provence. Conrad affirme son autorité en créant le marquisat de Provence et en nommant trois comtes et des vicomtes, étrangers au pays, dont un à Arles qui va rapidement supplanter tous les autres. Il s'agit du comte d'origine bourguignonne ou auvergnate Boson II (parent éloigné du Boson de la fin IXe siècle), à l'origine de la première lignée des comtes de Provence.
Le roi Conrad se manifeste dès 945 à Arles où il tient de nombreux plaids à partir des années 963 ainsi qu'en 976 et 978. Il participe également en 949 à la donation de Teucinde d'Arles qui permet la fondation de l'abbaye de Montmajour à une lieue d'Arles. Sa présence pourtant va devenir sporadique après 980, compte tenu de l'évolution du pouvoir en Provence.
La sécurité en Provence : le problème des Maures
À cette époque, le problème sécuritaire le plus important en Provence surtout dans la partie orientale, ce sont les Sarrasins. La lutte contre ces pillards n'est d'abord que sporadique dans la mesure où les comtes de Provence se trouvent engagés en Italie dans leurs entreprises de conquête. En 940, par exemple, Hugues d'Arles demande au calife de Cordoue de protéger les marchands provençaux qui commercent avec l'Andalousie, des pirates du Freinet. De même, en 941, Hugues entreprend une expédition contre les Sarrasins retranchées dans le massif des Maures qui tourne court, faisant alliance au dernier moment avec eux contre ses ennemis en Italie.
La lutte devient plus efficace à la fin du siècle qui voit l'éradication des dernières bases sarrasines. À la suite de l'enlèvement de l'abbé Mayeul, les princes de Provence réunis sous l'égide du comte Guillaume Ier, qui a succédé à son père Boson en 968, sont définitivement victorieux des Maures à la bataille de Tourtour en 973.
L'établissement de la première dynastie comtale à Arles
Cette victoire obtenue sans les troupes de Conrad est importante : elle permet à Guillaume d'obtenir la suzeraineté de fait de la Provence (il va distribuer les terres reconquises à ses vassaux) et à Arles de retrouver son statut de capitale où peu après 981, le comte devenu marquis de Provence revient s'y établir. Le comte réside dans un palais, le Palais de la Trouille construit sur les ruines d'un vaste monument antique, les thermes de Constantin, de Pâques au 15 août (l'hiver la cour réside à Manosque) et il y tient des plaids  ou assemblées plénières de justice deux fois par an, en principe à Pâques et à l'Assomption. La tenue de ces plaids est un acte solennel de la juridiction comtale célébré devant un groupe nombreux d'assistants, théoriquement tous citoyens arlésiens. En réalité, il s'agit de notables, les boni homines qui ont des biens dans la cité. On peut rappeler par exemple le plaid de 991 où Riculf, l'évêque de Fréjus, implore à Arles auprès du prince la restitution des anciens domaines de l'évêché.
Sur le plan politique Arles rayonne du fait de la renommée et de la puissance du comte. La princesse Azalaïs appelée aussi Adélaïde d'Anjou (947-1026), ancienne épouse du futur roi de France Louis V, se réfugie à Arles en 983 et se marie contre l'avis du pape avec le comte Guillaume en 984. Leur fille, Constance d'Arles (986-1032) sera reine de France par son mariage avec Robert II.
Débute alors une période de paix et de stabilité politique qui se traduit à Arles par un renouveau économique, marqué par un fort accroissement démographique et le développement agricole (vigne et céréales), par des travaux entrepris dès 972 visant l'assèchement des marais qui entourent l'abbaye de Montmajour, par l'extension, déjà commencée en 972, de la ville en dehors de ses remparts (le Vieux Bourg au sud) et sur le plan religieux, par la création vers 980 d'un des premiers chapitres de France (avec celui d'Avignon). À côté des chrétiens figurent également les nombreux juifs d'une communauté bien représentée. Certains de ses membres gèrent une partie du patrimoine de l'archevêque Ithier et quelques-uns tels Abamari Ben Astruc, Joseph Bona Fide ou Bohume possèdent de nombreuses terres dans l'arrière-pays arlésien.
Ce développement démographique et agricole ne se retrouve toutefois pas sur le plan commercial et financier. La frappe arlésienne, abondante à la fin du IXe siècle grâce au commerce amalfitain, disparait vers l'an mil. L'argent fin, tribut payé par les grecs, disparait et l'atelier d'Arles n'est plus alimenté. C'est l'image d'une région dont le commerce périclite et qui achète peu.

### À la veille de l'an mil, apparition de la féodalité
En parallèle à cette émancipation de la Provence vis-à-vis des rois de Bourgogne, apparaît entre 950 et l'an 1000, le système féodal et ses castes, miles et caballerius. À Arles, il s'agit des fondateurs des plus illustres familles arlésiennes : d'abord Pons juvenis pour la famille des Baux dès 952 et ensuite Daidonat en 972 pour celle des Porcelet. D'autres personnages comme les vicomtes de Marseille ou les Châteaurenard possèdent un pied-à-terre à Arles où avec d'autres arlésiens sporadiques ils demeurent entre deux campagnes en Provence occidentale. À partir de 972, s'y rajoutent de nombreux Provençaux exilés en Bourgogne au début du Xe siècle qui regagnent leur domaine d'origine. Cette féodalité arlésienne a ses propres particularités : elle est bien sûr rurale, mais aussi urbaine et commerciale. Cette naissance s'accompagne de spoliations/restitutions de temporels religieux, de conflits féodaux et finalement d'une perte de ressources du comte. Ainsi, dès la mort de Guillaume en 993, ses successeurs moins puissants, ne contrôleront plus que la région d'Arles.

## Chronologie

### VIesiècle
- 501 : à l'occasion du conflit entre Francs et Burgondes (500-501) la ville repasse sous le contrôle des Wisigoths; en effet, pour se défendre de son frère Godégisile et de Clovis qui l'assiègent à Avignon, Gondebaud doit s'allier avec le roi Wisigoth Alaric II qui profite de la situation pour récupérer la cité.
- 502 : les Francs et les Burgondes réconciliés essayent de prendre la cité, une première fois par Thierry, fils de Clovis, qui est battu près d'Arles, puis dans la plaine de Bellegarde probablement au début de 502.
- 507-508 :

Les Francs et les Burgondes interviennent une seconde fois après la bataille de Vouillé et la mort du roi Alaric.
Lors de cette seconde tentative, la cité assiégée est secourue par les Ostrogoths de Théodoric le Grand qui se mettent en route vers la Gaule le 24 juin 508.
- 511-536 : Libérius, préfet du prétoire des Gaules nommé par Théodoric.
- 512 : Césaire, après avoir fait une première tentative hors des murs dans les années 506-507, installe finalement le 26 août 512 le monastère Saint-Jean dans l'angle sud-est du rempart où sous le nom de Saint-Césaire, il est demeuré jusqu'à la Révolution.
- 513 : l'archevêque Césaire reçoit du pape Symmaque le droit de porter le pallium et devient ainsi son représentant en Gaule.
- 524 : l'archevêque Césaire d'Arles préside le concile d'Arles.
- 527 : l'archevêque Césaire d'Arles préside le concile de Carpentras.
- 529

L'archevêque Césaire d'Arles préside le concile de Vaison.
L'archevêque Césaire d'Arles préside le deuxième concile d'Orange qui condamne le semi-pélagianisme et donne une formulation théologique de la grâce telle qu'elle avait été prônée par Augustin contre ceux qui, comme Jean Cassien, donnaient un rôle plus important au libre arbitre.
- 533 : l'archevêque Césaire d'Arles préside le concile de Marseille.
- 534 : la ville est assiégée par Thibert.
- 536 : cession de la cité et de la Provence par les Ostrogoths aux Francs. Au cours de l'hiver 536-537, Thibert fils de Thierry et son oncle Childebert viennent prendre possession de leur nouvelle acquisition.
- 548 : Aurélien fonde à Arles un monastère pour hommes sur ordre du roi Childebert. Ce monastère intra-muros, dénommé des Saints-Apôtres, est à l’origine de l’église Sainte-Croix dans le Bourg-Vieux.
- 549-600 : peste de Justinien; elle est évoquée à plusieurs reprises par Grégoire de Tours dans son Histoire des Francs : il la cite en particulier à Arles en 549. Quelques années plus tard, en 588, l'épidémie toujours présente emporte l'archevêque Licerius.
- 561 : partage de la Provence et création du couloir austrasien reliant l'Auvergne à Marseille et isolant Arles.
- 567 : une épouse de Gontran roi de Bourgogne (561-591), est enfermée chez des moniales arlésiennes.
- 570 : Arles est assiégée à deux reprises, initialement par les généraux Austrasiens Firmin et Audovère qui s'emparent de la cité, puis par les troupes du comte burgonde Celsus envoyées par Gontran qui bénéficiant d'un stratagème de l'évêque Sapaudus, écrasent l'armée austrasienne et reprennent la ville.
- 574 : Arles est assiégée par les Lombards qui pillent la ville et razzient le bétail de la Crau.
- 580 : une crue historique noie les faubourgs de la ville ; le cirque d'Arles dévasté ne sera jamais réhabilité.
- 585 et/ou 587 : Arles est assiégée par les Wisigoths qui en représailles de l'invasion de la Septimanie par Gontran en 585, inondent la ville en détournant les eaux du Rhône. La cité a probablement été deux fois l'objet de représailles, en 585-586 et 587. Au cours de cet épisode, la région et la ville d'Arles sont défendues par Leudegisèle.
- 591 : le pape Grégoire le Grand réprimande l'archevêque d'Arles, Virgile, à la suite de nombreuses plaintes à propos de conversions forcées de juifs chassés d'Orléans qui se réfugient en Provence;
- 595 : le 12 août, Grégoire le Grand adresse à l'archevêque Virgiles sa lettre O quam bona sur la simonie, pour le mettre en garde contre les méfaits de cette hérésie.
- 596 : préparation à Arles et à Marseille de la mission d'évangélisation de l'Angleterre, confiée à Augustin.
- 597 : le 17 novembre, Augustin de Cantorbéry est de retour à Arles après avoir converti le roi, la reine et les principaux officiers. À la demande de Grégoire Ier, et entourés de nombreux évêques, il est consacré archevêque de l'Église d'Angleterre dans la basilique Saint-Trophime par l'archevêque d'Arles, Virgile, alors vicaire du Saint-Siège en Gaules.

### VIIesiècle
- 613 : le pape Boniface IV confère le pallium et le vicariat des Gaules à l'évêque d'Arles Florianus.
- 634-656 : sous Dagobert Ier puis Clovis II, présence d'une Provence arlésienne (en opposition à la Provence marseillaise); cette Provence arlésienne semble aller de pair avec l'existence, comme au siècle précédent sous Gontran, du couloir austrasien.
- 655

Avril
Le 12 avril, éclipse totale à Arles, avec une obscurité totale d’environ 1 min 30 s.
- 663-673 : sous Clotaire III, présence d'une Provence arlésienne.
- 675-681 : sous Thierry III, présence d'une Provence arlésienne.
- 682 : concile présidé par l'évêque d'Arles Felix au sujet du célibat des prêtres.
- 683-788 : trou des évêques connus dans la liste épiscopale entre les évêques Wolbertus et Elifant.

### VIIIesiècle
- vers 714 : révolte du patrice Antenor entraînant des troubles en Provence. À la mort de Pépin de Herstal, Antenor veut établir l'indépendance de la Provence.
- 719 : les Sarrasins traversent les Pyrénées et prennent Narbonne.
- 725 : razzia des Sarrasins en Septimanie, dans la vallée du Rhône et jusqu'à Autun prise le 22 août. Arles est semble-il épargnée.
- 733 : le duc ou gouverneur Mauronte de la Provence essaye de se rendre indépendant et se ligue avec d’autres gouverneurs contre Charles Martel alors occupé en Aquitaine. Informé ce dernier intervient en Bourgogne et consolide son pouvoir à Lyon.
- 734 : rendus plus circonspects, Mauronte et ses confédérés passent un accord avec Jussef Ibn Abd-er-Rhaman, le gouverneur sarrasin de la Septimanie. En rétribution de son secours, ils promettent de lui livrer des places fortes et de l’introduire au-delà du Rhône.
- 735 : après la mort d'Eudes, Mauronte et ses alliés de Provence et de Bourgogne voyant Charles Martel occupé à la guerre qu'il fait en Aquitaine aux enfants de ce prince, se saisissent de cette occasion pour lever l'étendard de la rébellion ; les Sarrasins entrent en Provence et occupent la ville d’Arles.
- 736 : Charles après avoir terminé en diligence ses différends avec Hunold et ses frères, marche promptement contre les rebelles, soumet en peu de temps tout le pays depuis Lyon jusqu'à Marseille et Arles. Mais à la suite de la révolte des Saxons Charles doit quitter précipitamment la Provence. Mauronte et ses alliés, à peine informés du départ du prince franc, reprennent aussitôt les armes, et en exécution du traité secret qu'ils avaient fait avec les Sarrasins, leur livrent la ville d'Avignon.
- 737 : Charles Martel dès la reprise de la rébellion à la faveur de la guerre qu'il fait alors aux Saxons décide d'en arrêter le cours. Après avoir assemblé une armée composée de Français, de Bourguignons et des autres peuples de sa domination il descend au printemps 737 en Provence. Il prend la ville d’Avignon dont il passe les habitants au fil de l’épée, puis négligeant Arles, franchit le Rhône et entre en Septimanie qu’il abandonne précipitamment à l’annonce en septembre, de la mort du roi Thierry IV.
- 738 : les Sarrasins reviennent en Gaule, mais repartent rapidement pour régler des affaires internes. Toutefois Mauronte et ses alliées sarrasins restés dans la région d’Arles se rendent maître de la Provence.
- 739 : nouvelle expédition franque avec le soutien des Lombards.

Charles agit du côté du Rhône et le long de la côte avec l'armée française ; Luitprand attaque le duc Mauronte dans les montagnes. Les Sarrasins défaits par la coalition franquo-lombarde, prennent le parti de repasser le Rhône. Charles soumet alors Arles et toute la Provence jusqu'à Marseille à son obéissance.
Le lombard Luitprand allié des Francs participe à la bataille de l'étang de Berre contre les Maures (défaite musulmane de 739).
- 794 : au concile de Francfort, les limites entre les provinces ecclésiastiques d'Arles et de Vienne sont à nouveau débattues. Arles perd les diocèses d'Aix et d'Embrun, qui sont élevés au rang de métropoles, mais conserve cependant huit suffragants : Marseille, Toulon, Orange, Saint-Paul-Trois-Châteaux, Avignon, Vaison, Cavaillon et Carpentras.

### IXesiècle
- 800 : Théodulfe, évêque d'Orléans, de passage dans la cité signale tous les produits qu'on peut y trouver grâce à son port : draps de soie, peaux de Cordoue, encens, ivoire et bien d'autres produits de la Syrie, de la Perse et de l'Inde; Arles est à cette époque un port franc prospère ouvert sur le monde méditerranéen.
- 800-820 : Arles se trouve sur un des itinéraires des marchands chrétiens et juifs qui vont vendre des esclaves à Cordoue (Espagne). Agobard (778-840), évêque de Lyon, reproche par exemple aux juifs d'y amener des chrétiens enlevés à Arles et Lyon.
- 802 : au printemps, Arles voit probablement passer l’éléphant blanc destiné à Charlemagne
- 813 : en mai, pour remédier à l'état de l'Église, quatre conciles se tiennent sur l’ordre de Charlemagne dans les villes de : Mayence, Tours, Chalon-sur-Saône et Arles. Celui d’Arles à Saint-Trophime est présidé par Jean II archevêque de la cité.
- 815 : l'archevêque d'Arles Jean II est envoyé par Louis le Pieux à Ravenne pour réconcilier le pape et l'archevêque de Ravenne.
- 824 : le 7 novembre, l'archevêque d'Arles Noton, échange des terres de la campagne arlésienne avec le comte Leibulf (?-ap.829);
- 825 : un autre échange (ou la confirmation du précédent) est mentionné le 3 janvier 825 (diplôme de Louis le Débonnaire, daté du 3 janvier 825).
- c.835 : pour lutter contre les pirates, l'empereur regroupe vers 835 l'ensemble des comtés provençaux sous l'autorité d'un duc résidant à Arles, probablement Leibulf déjà comte en 824 et 829.
- 841 : le 25 juin, le duc Guerin (ou Warin) avec ses contingents arlésiens et provençaux, au côté de Charles et Louis, participe de façon décisive à la bataille de Fontanet qui consacre la défaite de Lothaire devant ses frères.
- 842 : Arles est pillée par les Sarrasins.
- 843 : après le traité de Verdun, Arles et la Provence passe sous l'autorité de Lothaire Ier et de ses représentants.
- ap. 843 : le diacre Florus, parle en effet d’Arelas optima portus (Arles, riche port).
- 845 : le duc Fulcrad tente une sécession de la Provence avec la participation probable des Arlésiens.
- 850 : Arles est à nouveau attaquée, mais contrairement à 842, elle se défend avec succès et massacre les barbaresques dans leur fuite.
- 855 : à la suite du décès de Lothaire Ier, le partage de son royaume donne naissance à la Provence (royaume incluant le Lyonnais, la Viennoise et la Provence proprement dite) dévolue à Charles qui laisse l'administration de son royaume à Girart de Roussillon.
- 859 : les Normands dévastent le territoire d'Arles à défaut de la cité. Ayant hiverné en Camargue lors de hiver très rigoureux de 859/860, ils remontent au printemps le Rhône avant d'être défaits par Girart de Roussillon probablement au niveau de Valence, et continuent ensuite leur raid vers l'Italie.
- 863 : à la mort de Charles, la partie sud de son royaume, c'est-à-dire la Provence limitée aux territoires d'Arles, Aix et Embrun, revient à Louis II le Jeune empereur et roi d'Italie. À Arles le pouvoir semble alors exercé par les évêques qui sont amenés à prendre la défense de la population.
- 865-870 : le géographe arabe Ibn Khordadbeh dans son Livre des Routes et des Royaumes évoque les marchands juifs qu'il appelle radhanites et qui à partir des ports du pays franc (ie Arles et Marseille) se dirigent vers le Moyen-Orient, emportant des marchandises d'origine septentrionale (esclaves, épées et peaux) pour ramener des épices.
- 869 : en septembre, lors d'une razzia en Camargue, les Sarrasins surprennent l'archevêque Roland en train de superviser la mise en défense de la région. L'évêque fait prisonnier, est échangé contre des armes, des esclaves, et autres richesses. Malheureusement, les Arlésiens ne récupéreront que son cadavre, habillé et mis sur un siège par les barbaresques au moment de la remise de rançon.
- 875-900 : plusieurs textes respectivement de 874, 890 et 897, évoquent des terres dépeuplées par l'assaut des barbares.
- 875 : à la mort de l’empereur, la Provence est récupérée par Charles le Chauve qui nomme Boson, duc de Provence.
- 878 : au printemps, Boson accueille à Arles le pape Jean VIII qui menacé en Italie vient trouver des alliés de l'autre côté des Alpes. À cette occasion l'évêque d'Arles Rostang, reçoit le pallium. Puis après avoir résider quelque temps dans la cité, Boson et Jean VIII participent au mois de juillet suivant au concile de Troyes.
- 879 : le 15 octobre, Boson entre en rébellion contre les successeurs carolingiens contestés Louis III et Carloman II et se fait sacrer roi de Provence dans son château de Mantaille avec l'appui des grands, de l'archevêque de Vienne et celui minoritaire des évêques provençaux dont Rostaing archevêque d'Arles ce qui souligne l'engagement fort, dès cette époque, de l'épiscopat arlésien auprès des princes bourguignons.
- 881 ou 882 : après la reprise de la Provence à la suite de la prise de Vienne en octobre 881, Carloman descend en Septimanie et laisse comme trace de son autorité quelques deniers frappés à Arles.
- av.883 : les Sarrasins pillent à nouveau la cité, ou du moins ses faubourgs, peu de temps avant 883.
- 887

Boson, qui est rentré en grâce, s'éteint à Arles (ou à Vienne d'après d'autres sources) le 11 janvier.
Dans son testament l’archevêque d’Arles Rostang, donne un nouveau départ à l’abbaye Saint-Césaire, qui paraît avoir cessé d’exister du VIIe au IXe siècle.
- ap.890 : la Provence rhodanienne est désormais moins affectée par les Sarrasins dont les activités vont se déplacer en Provence occidentale, probablement à la suite de leur implantation dans les années 890 au Fraxinet.

### Xesiècle
- 911 : véritable maître du Royaume, Hugues d'Arles s'installe à Arles qui devient la vraie capitale et Vienne que la résidence du malheureux souverain infirme Louis III.
- 911-920 : fortes tensions entre l'aristocratie locale et l'aristocratie bourguignonne amenée par le comte Hugues; ces tensions qui se traduisent parfois par des meurtres, culminent dans les années 915-920.
- 923 : l’archevêque d’Arles Manassès cède à l’Église de Marseille, menacée par les bandes sarrasines, les églises de Fos et l’abbaye Saint-André de la Cape où l’évêque de Marseille, Drogo (?) peut se réfugier.
- 924

Les Magyars dévastent la Provence et la vallée du Rhône en 924. Ils atteignent Mende et Nîmes, en épargnant la cité d'Arles, probablement mieux défendue.
Raoul, neveu du roi Boson de Provence et frère de Hugues le Noir, élu roi des Francs, intervient dans le royaume de Provence. Hugues d'Arles lui consent hommage et scelle une alliance par le mariage de Berthe, sa nièce avec Boson le frère de Raoul.
- 926 : Boson d'Arles succède à son frère Hugues en tant que comte d'Arles lorsque celui-ci quitte Arles pour l'Italie.
- 934 : à la suite d'un arrangement conclu en 926, Hugues cède la Provence à Rodolphe II roi de Bourgogne, tout en conservant ses propriétés dans la région d'Arles. L'union des deux royaumes est appelée royaume des Deux Bourgogne ou royaume de Bourgogne ou royaume d'Arles (934-1032)
- 946 : Hugues, chassé d'Italie, retourne en Provence dans la ville d'Arles, auprès de sa nièce Berthe, où il meurt en 948.
- 948 : Conrad, dit « le Pacifique », appuyé par le roi de Germanie, réussit à faire reconnaître sa suzeraineté sur l'ancien royaume de Provence.
- 949 : le 7 octobre 949, Teucinde, une femme de l’aristocratie Bourguignonne qui a suivi Hugues d'Arles en Provence, achète l’île de Montmajour qui appartient à l'archevêché d'Arles Manassès et en fait donation aux religieux qui y vivent dessus ; l’abbaye est fondée; Teucinde confirme cette donation dans son testament en 977.
- 960 : date des premières donations à l’abbaye de Montmajour à l’époque de son premier abbé Mauring et de son premier prieur Pons.
- 963 : le pape Léon III place le monastère de Montmajour sous son autorité directe.
- 972 : l’abbaye Saint-Césaire retrouve son autonomie sous la direction de l’abbesse Ermengarde nommée par l’archevêque d’Arles Ithier.
- 972 c. : renouveau démographique et économique, avec :
  - l'extension de la ville au sud-ouest de la ville (Vieux-Bourg)
  - l'assèchement des marais qui entourent l'abbaye de Montmajour
- 973 : Guillaume Ier est définitivement victorieux des Maures à la bataille de Tourtour en 973 (972 ou 975 selon d'autres historiens). Cette victoire permet à Guillaume devenu le suzerain de fait de la Provence d'installer le système féodal dans cette province.
- 977 : Teucinde confirme sa donation à abbaye de Montmajour.
- 980 c. : création vers 980 du chapitre d'Arles, l'un des premiers chapitres de France, avec celui d'Avignon.
- 981 : Guillaume Ier installe la cour comtale à Arles.
- 992 : le marquis de Provence Guillaume Ier restitue à l’abbaye Saint-Césaire d’importants domaines.